# Населённые пункты Оренбургской области

Оренбургская область включает следующие населённые пункты:
- 12 городов на начало 2020 года (в списках выделены оранжевым цветом);
- 1707 сельских населённых пунктов (по переписи населения 2010 года)[3].

В списках населённые пункты распределены по административно-территориальным единицам в рамках административно-территориального устройства области: 12 городам (соответствуют категории города областного значения), 1 закрытому административно-территориальному образованию (ЗАТО) и 35 районам (в рамках организации местного самоуправления (муниципального устройства) им соответствуют 13 городских округов и 29 муниципальных районов, при этом с 2018 года отсутствуют города в составе последних).
Численность населения сельских населённых пунктов приведена по данным переписи населения 2010 года, численность населения городских населённых пунктов (городов) — по оценке на 1 января 2021 года.

## Города

### город (городской округ) Оренбург
| №  | Населённый пункт | Тип     | Население |
| -- | ---------------- | ------- | --------- |
| 1  | Бердянка         | посёлок | 710       |
| 2  | Городище         | село    | 2371      |
| 3  | Каргала          | посёлок | 1946      |
| 4  | Краснохолм       | село    | 5032      |
| 5  | Красный Партизан | посёлок | 266       |
| 6  | Нижнесакмарский  | посёлок | 1656      |
| 7  | Оренбург         | город   | 543 654   |
| 8  | Пруды            | село    | 685       |
| 9  | Самородово       | посёлок | 1629      |
| 10 | Троицкий         | посёлок | 280       |
| 11 | Холодные Ключи   | посёлок | 196       |

### городАбдулино
С точки зрения муниципального устройства на территории города Абдулино и Абдулинского района образован Абдулинский городской округ.
| № | Населённый пункт | Тип   | Население |
| - | ---------------- | ----- | --------- |
| 1 | Абдулино         | город | 17 274    |

### город (городской округ) Бугуруслан
| № | Населённый пункт  | Тип     | Население |
| - | ----------------- | ------- | --------- |
| 1 | 1273 км           | разъезд | 16        |
| 2 | Бугуруслан        | город   | 43 593    |
| 3 | Затон             | посёлок | 193       |
| 4 | Новая Степановка  | посёлок | 5         |
| 5 | Озёровка          | посёлок | 216       |
| 6 | Савруха           | разъезд | 40        |
| 7 | Старая Степановка | посёлок | 15        |

### город (городской округ)Бузулук
наверх к оглавлению
| № | Населённый пункт | Тип   | Население |
| - | ---------------- | ----- | --------- |
| 1 | Бузулук          | город | 88 202    |

### городГай
С точки зрения муниципального устройства на территории города Гая и Гайского района образован Гайский городской округ.
наверх к оглавлению
| № | Населённый пункт | Тип     | Население |
| - | ---------------- | ------- | --------- |
| 1 | Гай              | город   | 32 363    |
| 2 | Калиновка        | посёлок | 593       |

### городКувандык
С точки зрения муниципального устройства на территории города Кувандыка и Кувандыкского района образован Кувандыкский городской округ.
наверх к оглавлению
| № | Населённый пункт | Тип   | Население |
| - | ---------------- | ----- | --------- |
| 1 | Кувандык         | город | 26 596    |

### город (городской округ) Медногорск
наверх к оглавлению
| № | Населённый пункт | Тип     | Население |
| - | ---------------- | ------- | --------- |
| 1 | Блява            | село    | 133       |
| 2 | Блява            | станция | 18        |
| 3 | Блявтамак        | посёлок | 946       |
| 4 | Идельбаево       | село    | 202       |
| 5 | Кидрясово        | село    | 210       |
| 6 | Медногорск       | город   | 23 013    |
| 7 | Рысаево          | село    | 319       |

### город (городской округ) Новотроицк
наверх к оглавлению
| №  | Населённый пункт    | Тип     | Население |
| -- | ------------------- | ------- | --------- |
| 1  | 213 «А»             | разъезд | 80        |
| 2  | Аккермановка        | посёлок | 1614      |
| 3  | Губерля             | станция | 906       |
| 4  | Крык-Пшак           | посёлок | 268       |
| 5  | Новоникольск        | село    | 345       |
| 6  | Новорудный          | посёлок | 1490      |
| 7  | Новотроицк          | город   | 73 994    |
| 8  | Пригорное           | село    | 745       |
| 9  | Старая Аккермановка | посёлок | 45        |
| 10 | Хабарное            | село    | 1701      |

### город (городской округ) Орск
наверх к оглавлению
| № | Населённый пункт | Тип     | Население |
| - | ---------------- | ------- | --------- |
| 1 | Казарма 20 км    | посёлок | 30        |
| 2 | Крыловка         | село    | 1172      |
| 3 | Мирный           | посёлок | 358       |
| 4 | Новоказачий      | посёлок | 618       |
| 5 | Ора              | село    | 400       |
| 6 | Орск             | город   | 185 362   |
| 7 | Тукай            | село    | 361       |
| 8 | Ударник          | село    | 1164      |
| 9 | Урпия            | село    | 101       |

### городСоль-Илецк
С точки зрения муниципального устройства на территории города Соль-Илецка и Соль-Илецкого района образован Соль-Илецкий городской округ.
наверх к оглавлению
| № | Населённый пункт | Тип   | Население |
| - | ---------------- | ----- | --------- |
| 1 | Соль-Илецк       | город | 26 149    |

### городСорочинск
С точки зрения муниципального устройства на территории города Сорочинска и Сорочинского района образован Сорочинский городской округ.
наверх к оглавлению
| № | Населённый пункт | Тип   | Население |
| - | ---------------- | ----- | --------- |
| 1 | Сорочинск        | город | 28 478    |

### городЯсный
С точки зрения муниципального устройства на территории города Ясного и Ясненского района образован Ясненский городской округ.
наверх к оглавлению
| № | Населённый пункт | Тип   | Население |
| - | ---------------- | ----- | --------- |
| 1 | Ясный            | город | 15 471    |

## ЗАТО (городской округ)

### Комаровский
| № | Населённый пункт | Тип     | Население |
| - | ---------------- | ------- | --------- |
| 1 | Комаровский      | посёлок | 6408      |

## Районы

### Абдулинский
С точки зрения муниципального устройства на территории Абдулинского района и города Абдулино образован Абдулинский городской округ.
наверх к оглавлению
| №  | Населённый пункт  | Тип     | Население |
| -- | ----------------- | ------- | --------- |
| 1  | Абдрахманово      | село    | 345       |
| 2  | Авдеевка          | село    | 172       |
| 3  | Алексеевка        | посёлок | 0         |
| 4  | Алфёровка         | село    | 22        |
| 5  | Андреевка         | село    | 35        |
| 6  | Аркаевка          | деревня | 55        |
| 7  | Артамоновка       | деревня | 76        |
| 8  | Артемьевка        | село    | 567       |
| 9  | Баклановка        | село    | 23        |
| 10 | Большой Сурмет    | село    | 277       |
| 11 | Булатовка         | село    | 180       |
| 12 | Васильевка        | село    | 161       |
| 13 | Васькино          | деревня | 125       |
| 14 | Венера            | посёлок | 871       |
| 15 | Верхний Курмей    | деревня | 67        |
| 16 | Гавриловка        | деревня | 38        |
| 17 | Даниловка         | посёлок | 3         |
| 18 | Егорьевка         | село    | 162       |
| 19 | Емантаево         | село    | 221       |
| 20 | Захаркино         | село    | 132       |
| 21 | Зерикла           | село    | 153       |
| 22 | Зоровка           | деревня | 1         |
| 23 | Исайкино          | село    | 243       |
| 24 | Искра             | посёлок | 217       |
| 25 | Камыш-Садак       | село    | 155       |
| 26 | Красная Нива      | посёлок | 4         |
| 27 | Лесной            | посёлок | 142       |
| 28 | Малый Сурмет      | село    | 361       |
| 29 | Нижний Курмей     | село    | 293       |
| 30 | Николькино        | село    | 332       |
| 31 | Новотроевка       | село    | 102       |
| 32 | Новоякупово       | село    | 880       |
| 33 | Новый Тирис       | село    | 300       |
| 34 | Первомайский      | посёлок | 246       |
| 35 | Петровка          | село    | 150       |
| 36 | Покровка          | село    | 662       |
| 37 | Радовка           | село    | 97        |
| 38 | Савельевка        | посёлок | 19        |
| 39 | Северная Звезда   | посёлок | 26        |
| 40 | Старые Шалты      | село    | 562       |
| 41 | Степановка Вторая | село    | 463       |
| 42 | Степановка Первая | село    | 146       |
| 43 | Тирис             | разъезд | 3         |
| 44 | Тирис-Усманово    | село    | 450       |
| 45 | Чеганлы           | село    | 502       |
| 46 | Чемизла           | посёлок | 55        |
| 47 | Черёмушки         | посёлок | 37        |
| 48 | Яковлевка         | село    | 174       |

### Адамовский
наверх к оглавлению
| №  | Населённый пункт | Тип     | Население |
| -- | ---------------- | ------- | --------- |
| 1  | 435 км           | разъезд | 6         |
| 2  | Адамовка         | посёлок | 8288      |
| 3  | Айдырлинск       | посёлок | 205       |
| 4  | Андреевка        | село    | 258       |
| 5  | Аневка           | село    | 254       |
| 6  | Аниховка         | село    | 932       |
| 7  | Баймурат         | село    | 182       |
| 8  | Белополье        | посёлок | 364       |
| 9  | Брацлавка        | село    | 947       |
| 10 | Джарабутак       | посёлок | 78        |
| 11 | Джарлинский      | посёлок | 561       |
| 12 | Джасай           | село    | 372       |
| 13 | Джусинск         | посёлок | 17        |
| 14 | Елизаветинка     | село    | 1149      |
| 15 | Жуламансай       | посёлок | 331       |
| 16 | Жуламансай       | разъезд | 27        |
| 17 | Заполье          | посёлок | 71        |
| 18 | Каинсай          | село    | 111       |
| 19 | Каменецк         | село    | 192       |
| 20 | Карабутак        | село    | 206       |
| 21 | Комсомольский    | посёлок | 1458      |
| 22 | Коскуль          | село    | 252       |
| 23 | Красноярск       | село    | 225       |
| 24 | Кусем            | село    | 343       |
| 25 | Майский          | посёлок | 993       |
| 26 | Мещеряковский    | посёлок | 294       |
| 27 | Нижняя Кийма     | село    | 402       |
| 28 | Новоадамовка     | посёлок | 100       |
| 29 | Нововинницкое    | посёлок | 260       |
| 30 | Новосовхозный    | посёлок | 163       |
| 31 | Обильный         | посёлок | 682       |
| 32 | Осетин           | село    | 17        |
| 33 | Речной           | посёлок | 391       |
| 34 | Слюдяной         | посёлок | 370       |
| 35 | Совхозный        | посёлок | 891       |
| 36 | Теренсай         | посёлок | 1284      |
| 37 | Теренсай         | станция | 709       |
| 38 | Шильда           | посёлок | 2184      |
| 39 | Энбекши          | посёлок | 317       |
| 40 | Юбилейный        | посёлок | 699       |

### Акбулакский
наверх к оглавлению
| №  | Населённый пункт  | Тип     | Население |
| -- | ----------------- | ------- | --------- |
| 1  | 28 км             | разъезд | 20        |
| 2  | 29 км             | разъезд | 25        |
| 3  | 30 км             | разъезд | 23        |
| 4  | Акбулак           | посёлок | 10 688    |
| 5  | Акоба             | посёлок | 101       |
| 6  | Александровка     | село    | 228       |
| 7  | Андреевка         | село    | 68        |
| 8  | Бикмурзино        | посёлок | 156       |
| 9  | Васильевка        | село    | 369       |
| 10 | Вершиновка        | посёлок | 37        |
| 11 | Весёлый Второй    | село    | 196       |
| 12 | Весёлый Первый    | село    | 700       |
| 13 | Кайракты          | посёлок | 699       |
| 14 | Каракудук         | посёлок | 515       |
| 15 | Карасай           | село    | 571       |
| 16 | Карповка          | село    | 307       |
| 17 | Кокчунак          | аул     | 13        |
| 18 | Корниловка        | посёлок | 102       |
| 19 | Кужунтай          | посёлок | 156       |
| 20 | Кулаксай          | посёлок | 227       |
| 21 | Кызылбулак        | посёлок | 80        |
| 22 | Майдан            | посёлок | 92        |
| 23 | Майкобулак        | посёлок | 7         |
| 24 | Межгорный         | посёлок | 104       |
| 25 | Меловой Завод     | посёлок | 141       |
| 26 | Нагумановка       | посёлок | 81        |
| 27 | Новоалександровка | посёлок | 94        |
| 28 | Новогригорьевка   | посёлок | 524       |
| 29 | Новомарьевка      | посёлок | 57        |
| 30 | Новоодесский      | посёлок | 55        |
| 31 | Новопавловка      | село    | 748       |
| 32 | Новопривольный    | посёлок | 107       |
| 33 | Новоуспеновка     | село    | 410       |
| 34 | Орловка           | посёлок | 17        |
| 35 | Покровка          | село    | 389       |
| 36 | Сагарчин          | село    | 1081      |
| 37 | Салидовка         | посёлок | 4         |
| 38 | Саракамыш         | посёлок | 11        |
| 39 | Советское         | село    | 559       |
| 40 | Тамдысай          | село    | 229       |
| 41 | Ушкунь            | посёлок | 51        |
| 42 | Фёдоровка         | село    | 473       |
| 43 | Харьковка         | посёлок | 18        |
| 44 | Шаповалово        | село    | 613       |
| 45 | Шкуновка          | посёлок | 771       |
| 46 | Шулаксу           | посёлок | 213       |
| 47 | Юрьевка           | село    | 26        |

### Александровский
наверх к оглавлению
| №  | Населённый пункт | Тип     | Население |
| -- | ---------------- | ------- | --------- |
| 1  | Актыново         | село    | 98        |
| 2  | Александровка    | село    | 4185      |
| 3  | Архангеловка     | село    | 0         |
| 4  | Буранный         | посёлок | 266       |
| 5  | Гавриловка       | село    | 69        |
| 6  | Георгиевка       | село    | 286       |
| 7  | Дальний          | посёлок | 44        |
| 8  | Дмитриевка       | село    | 291       |
| 9  | Добринка         | село    | 530       |
| 10 | Ждановка         | село    | 1143      |
| 11 | Загорский        | посёлок | 236       |
| 12 | Зелёная Роща     | село    | 268       |
| 13 | Исянгильдино     | село    | 297       |
| 14 | Каликино         | село    | 561       |
| 15 | Каменка          | село    | 417       |
| 16 | Канцеровка       | село    | 56        |
| 17 | Канчирово        | село    | 173       |
| 18 | Каяпкулово       | село    | 122       |
| 19 | Комсомольский    | посёлок | 152       |
| 20 | Курпячево        | село    | 121       |
| 21 | Курский          | посёлок | 5         |
| 22 | Кутучево         | село    | 248       |
| 23 | Майский          | посёлок | 102       |
| 24 | Малая Добринка   | село    | 35        |
| 25 | Марксовский      | посёлок | 417       |
| 26 | Мирный           | посёлок | 43        |
| 27 | Михайловка       | село    | 69        |
| 28 | Николаевка       | село    | 23        |
| 29 | Новодмитриевка   | село    | 53        |
| 30 | Новомихайловка   | село    | 275       |
| 31 | Новоникитино     | село    | 160       |
| 32 | Новоникольское   | село    | 295       |
| 33 | Новоспасское     | село    | 124       |
| 34 | Озёрка           | село    | 99        |
| 35 | Петровка         | село    | 545       |
| 36 | Подгорный        | посёлок | 176       |
| 37 | Романовский      | посёлок | 430       |
| 38 | Рощепкино        | село    | 24        |
| 39 | Самарский        | посёлок | 31        |
| 40 | Северный         | посёлок | 260       |
| 41 | Стрелецк         | село    | 0         |
| 42 | Султакай         | село    | 393       |
| 43 | Тукай            | село    | 581       |
| 44 | Украинка         | село    | 41        |
| 45 | Успенка          | село    | 85        |
| 46 | Фёдоровка        | село    | 233       |
| 47 | Хортица          | село    | 688       |
| 48 | Чебоксарово      | село    | 295       |
| 49 | Шар              | посёлок | 74        |
| 50 | Энгельс          | посёлок | 0         |
| 51 | Южный            | посёлок | 75        |
| 52 | Юртаево          | село    | 127       |
| 53 | Якут             | село    | 69        |
| 54 | Яфарово          | село    | 509       |

### Асекеевский
наверх к оглавлению
| №  | Населённый пункт  | Тип          | Население |
| -- | ----------------- | ------------ | --------- |
| 1  | 1314 км           | разъезд      | 0         |
| 2  | 1334 км           | разъезд      | 0         |
| 3  | Аксютино          | село         | 247       |
| 4  | Александровка     | деревня      | 36        |
| 5  | Алексеевка        | село         | 272       |
| 6  | Асекеево          | село         | 4907      |
| 7  | Асекеево          | станция      | 423       |
| 8  | Баландино         | село         | 523       |
| 9  | Брянчаниново      | село         | 130       |
| 10 | Верхнезаглядино   | деревня      | 79        |
| 11 | Воздвиженка       | село         | 469       |
| 12 | Воскресеновка     | село         | 29        |
| 13 | Выселки           | деревня      | 90        |
| 14 | Глазово           | посёлок      | 23        |
| 15 | Горный            | посёлок      | 1         |
| 16 | Донской           | посёлок      | 35        |
| 17 | Думино            | посёлок      | 177       |
| 18 | Заглядино         | ж.д. станция | 1596      |
| 19 | Золотой Родник    | деревня      | 150       |
| 20 | Ивановка          | село         | 244       |
| 21 | Игенчеляр         | посёлок      | 0         |
| 22 | Казанка           | деревня      | 76        |
| 23 | Каменные Ключи    | село         | 115       |
| 24 | Кзыл-Юлдуз        | посёлок      | 43        |
| 25 | Кисла             | село         | 267       |
| 26 | Кисла             | разъезд      | 0         |
| 27 | Козловка          | деревня      | 75        |
| 28 | Красногорский     | посёлок      | 613       |
| 29 | Курбанай          | посёлок      | 150       |
| 30 | Кутлуево          | село         | 526       |
| 31 | Лекаревка         | село         | 399       |
| 32 | Мартыновка        | село         | 346       |
| 33 | Мияцкое           | село         | 60        |
| 34 | Мокродол          | посёлок      | 158       |
| 35 | Мочегай           | село         | 246       |
| 36 | Мулланур          | посёлок      | 190       |
| 37 | Муслимовка        | посёлок      | 23        |
| 38 | Николаевка        | село         | 65        |
| 39 | Новокульшарипово  | село         | 192       |
| 40 | Новосултангулово  | село         | 721       |
| 41 | Огонёк            | посёлок      | 45        |
| 42 | Островок          | посёлок      | 5         |
| 43 | Отделение 3       | посёлок      | 286       |
| 44 | Петровка          | деревня      | 185       |
| 45 | Ручеёк            | посёлок      | 41        |
| 46 | Рязановка         | село         | 702       |
| 47 | Самаркино         | село         | 201       |
| 48 | Сосновка          | посёлок      | 190       |
| 49 | Старокульшарипово | село         | 913       |
| 50 | Старомукменево    | село         | 565       |
| 51 | Старосултангулово | село         | 396       |
| 52 | Троицкое          | село         | 469       |
| 53 | Филипповка        | станция      | 197       |
| 54 | Хлебодаровка      | посёлок      | 0         |
| 55 | Чапаево           | посёлок      | 218       |
| 56 | Чкаловский        | посёлок      | 1709      |
| 57 | Шамассовка        | посёлок      | 93        |
| 58 | Юдинка            | посёлок      | 381       |
| 59 | Яковлевка         | село         | 450       |

### Беляевский
наверх к оглавлению
| №  | Населённый пункт | Тип     | Население |
| -- | ---------------- | ------- | --------- |
| 1  | Алабайтал        | село    | 481       |
| 2  | Андреевка        | село    | 122       |
| 3  | Белогорский      | посёлок | 619       |
| 4  | Беляевка         | село    | 4473      |
| 5  | Блюменталь       | село    | 250       |
| 6  | Буранчи          | село    | 411       |
| 7  | Бурлыкский       | посёлок | 679       |
| 8  | Буртинский       | посёлок | 992       |
| 9  | Васильевка       | село    | 177       |
| 10 | Верхнеозёрное    | село    | 245       |
| 11 | Воздвиженка      | посёлок | 0         |
| 12 | Вторая Пятилетка | посёлок | 8         |
| 13 | Гирьял           | село    | 441       |
| 14 | Днепровка        | село    | 875       |
| 15 | Донское          | село    | 502       |
| 16 | Дубенский        | посёлок | 343       |
| 17 | Жанаталап        | село    | 365       |
| 18 | Карагач          | посёлок | 760       |
| 19 | Кзылжар          | село    | 32        |
| 20 | Ключёвка         | село    | 820       |
| 21 | Красноуральск    | село    | 234       |
| 22 | Крючковка        | село    | 1167      |
| 23 | Листвянка        | посёлок | 221       |
| 24 | Междуречье       | село    | 424       |
| 25 | Новая Воротовка  | посёлок | 2         |
| 26 | Новоорловка      | посёлок | 178       |
| 27 | Рождественка     | село    | 332       |
| 28 | Сазан            | посёлок | 162       |
| 29 | Старицкое        | село    | 427       |
| 30 | Херсоновка       | село    | 344       |
| 31 | Хлеборобное      | посёлок | 91        |
| 32 | Цветочное        | село    | 294       |

### Бугурусланский
наверх к оглавлению
| №  | Населённый пункт      | Тип     | Население |
| -- | --------------------- | ------- | --------- |
| 1  | Аксаково              | село    | 636       |
| 2  | Алга                  | посёлок | 49        |
| 3  | Алексеевка            | село    | 224       |
| 4  | Баймаково             | село    | 623       |
| 5  | Безводовка            | деревня | 17        |
| 6  | Берёзовый             | посёлок | 10        |
| 7  | Бестужевка            | село    | 169       |
| 8  | Благодаровка          | село    | 729       |
| 9  | Большое Алпаево       | село    | 72        |
| 10 | Бурновка              | деревня | 50        |
| 11 | Веригино              | деревня | 28        |
| 12 | Верхнепавлушкино      | село    | 211       |
| 13 | Вишнёвка              | посёлок | 178       |
| 14 | Выходный              | посёлок | 143       |
| 15 | Гореловский           | посёлок | 20        |
| 16 | Гремучий Ключ         | посёлок | 17        |
| 17 | Григорьевка           | село    | 132       |
| 18 | Дмитриевка            | село    | 351       |
| 19 | Дружина               | посёлок | 28        |
| 20 | Елатомка              | село    | 763       |
| 21 | Жёлтый Ключ           | посёлок | 2         |
| 22 | Жуково                | деревня | 66        |
| 23 | Завьяловка            | село    | 785       |
| 24 | Затоновский           | посёлок | 147       |
| 25 | Земсков               | посёлок | 67        |
| 26 | Ивановка              | посёлок | 25        |
| 27 | Ивановка              | село    | 245       |
| 28 | Карповка              | деревня | 55        |
| 29 | Кивацкое              | село    | 61        |
| 30 | Кирюшкино             | село    | 713       |
| 31 | Ключёвка              | село    | 100       |
| 32 | Козловка              | деревня | 272       |
| 33 | Кокошеевка            | село    | 330       |
| 34 | Коптяжево             | село    | 333       |
| 35 | Коровино              | село    | 596       |
| 36 | Красная Глинка        | посёлок | 7         |
| 37 | Красноярка            | село    | 516       |
| 38 | Лобовка               | село    | 68        |
| 39 | Луговой               | посёлок | 0         |
| 40 | Лукинка               | деревня | 100       |
| 41 | Луч Труда             | посёлок | 10        |
| 42 | Малое Алпаево         | село    | 21        |
| 43 | Михайловка            | село    | 3687      |
| 44 | Михайловка            | село    | 89        |
| 45 | Молчановка            | село    | 72        |
| 46 | Мордовский Бугуруслан | село    | 357       |
| 47 | Муравейник            | посёлок | 56        |
| 48 | Наумовка              | село    | 0         |
| 49 | Нижнепавлушкино       | село    | 194       |
| 50 | Николаевка            | село    | 156       |
| 51 | Николаевка            | посёлок | 10        |
| 52 | Новая Волынь          | посёлок | 1         |
| 53 | Новое Тюрино          | село    | 31        |
| 54 | Новонагаткино         | деревня | 18        |
| 55 | Нойкино               | село    | 450       |
| 56 | Нуштайкино            | село    | 451       |
| 57 | Огороднический        | посёлок | 0         |
| 58 | Октябрьский           | посёлок | 102       |
| 59 | Передовка             | деревня | 80        |
| 60 | Пилюгино              | село    | 1492      |
| 61 | Полибино              | село    | 410       |
| 62 | Поникла               | село    | 644       |
| 63 | Пронькино             | село    | 494       |
| 64 | Пчелиный              | посёлок | 0         |
| 65 | Пчёлка                | посёлок | 51        |
| 66 | Рабочий               | посёлок | 154       |
| 67 | Резвый                | посёлок | 140       |
| 68 | Русская Бокла         | село    | 355       |
| 69 | Савруша               | село    | 175       |
| 70 | Саловка               | деревня | 135       |
| 71 | Сапожкино             | село    | 119       |
| 72 | Советское             | село    | 669       |
| 73 | Старое Тюрино         | село    | 350       |
| 74 | Старые Узели          | село    | 289       |
| 75 | Теребилово            | посёлок | 0         |
| 76 | Турхановка            | село    | 138       |
| 77 | Чабла                 | деревня | 71        |
| 78 | Чишма-Баш             | посёлок | 127       |
| 79 | Шестайкино            | деревня | 80        |
| 80 | Юлдуз                 | посёлок | 16        |

### Бузулукский
наверх к оглавлению
| №  | Населённый пункт          | Тип     | Население |
| -- | ------------------------- | ------- | --------- |
| 1  | 3 км                      | разъезд | 30        |
| 2  | Алдаркино                 | село    | 447       |
| 3  | Александровка             | село    | 42        |
| 4  | Алексеевка                | посёлок | 2         |
| 5  | Балимовка                 | деревня | 10        |
| 6  | Берёзовка                 | село    | 399       |
| 7  | Боровский                 | посёлок | 0         |
| 8  | Бузулукское Лесничество   | посёлок | 210       |
| 9  | Булгаково                 | село    | 85        |
| 10 | Верхняя Вязовка           | село    | 735       |
| 11 | Воронцовка                | село    | 144       |
| 12 | Гавриловка                | деревня | 22        |
| 13 | Гремучий                  | посёлок | 1         |
| 14 | Державино                 | село    | 810       |
| 15 | Дмитриевка                | село    | 397       |
| 16 | Дубовый Куст              | посёлок | 41        |
| 17 | Екатериновка              | село    | 159       |
| 18 | Елховка                   | село    | 386       |
| 19 | Елшанка                   | разъезд | 85        |
| 20 | Елшанка Вторая            | село    | 118       |
| 21 | Елшанка Первая            | село    | 1176      |
| 22 | Елшанский                 | посёлок | 72        |
| 23 | Жилинка                   | село    | 344       |
| 24 | Заповедный                | посёлок | 57        |
| 25 | Искра                     | посёлок | 982       |
| 26 | Казаковка                 | деревня | 150       |
| 27 | Каменная Сарма            | село    | 370       |
| 28 | Карачево                  | деревня | 6         |
| 29 | Кировский                 | посёлок | 230       |
| 30 | Колтубанка                | село    | 677       |
| 31 | Колтубановский            | посёлок | 3157      |
| 32 | Красная Слободка          | село    | 349       |
| 33 | Красногвардеец            | разъезд | 96        |
| 34 | Красногвардеец            | посёлок | 3508      |
| 35 | Краснодольский            | посёлок | 33        |
| 36 | Лебяжий                   | посёлок | 34        |
| 37 | Липовка                   | село    | 551       |
| 38 | Лисья Поляна              | посёлок | 438       |
| 39 | Лоховка                   | село    | 0         |
| 40 | Малогасвицкое             | село    | 138       |
| 41 | Мельничный                | посёлок | 37        |
| 42 | Мичурино                  | посёлок | 100       |
| 43 | Могутово                  | село    | 494       |
| 44 | Мордовский                | посёлок | 48        |
| 45 | Мотовилово                | деревня | 67        |
| 46 | Нижняя Вязовка            | село    | 194       |
| 47 | Никифоровка               | село    | 135       |
| 48 | Никифоровское Лесничество | посёлок | 73        |
| 49 | Новая Елшанка             | село    | 408       |
| 50 | Новая Казанка             | село    | 165       |
| 51 | Новая Тепловка            | село    | 336       |
| 52 | Новоалександровка         | село    | 1675      |
| 53 | Новодубовка               | село    | 121       |
| 54 | Новый Городок             | посёлок | 37        |
| 55 | Обухово                   | посёлок | 142       |
| 56 | Озёрье                    | село    | 0         |
| 57 | Опытный                   | посёлок | 57        |
| 58 | Палимовка                 | село    | 1933      |
| 59 | Паника                    | посёлок | 74        |
| 60 | Партизанский              | посёлок | 156       |
| 61 | Перевозинка               | село    | 605       |
| 62 | Подгорный                 | посёлок | 34        |
| 63 | Подколки                  | село    | 857       |
| 64 | Покровка                  | село    | 147       |
| 65 | Преображенка              | село    | 644       |
| 66 | Присамарский              | посёлок | 212       |
| 67 | Проскурино                | село    | 662       |
| 68 | Ржавец                    | посёлок | 51        |
| 69 | Рябцево                   | посёлок | 118       |
| 70 | Свежий Родник             | посёлок | 24        |
| 71 | Сидоркино                 | деревня | 27        |
| 72 | Старая Тепловка           | село    | 152       |
| 73 | Староалександровка        | село    | 627       |
| 74 | Стрелица                  | посёлок | 10        |
| 75 | Сухоречка                 | село    | 1278      |
| 76 | Твердилово                | село    | 491       |
| 77 | Троицкое                  | село    | 568       |
| 78 | Тростянка                 | село    | 91        |
| 79 | Тупиковка                 | село    | 631       |
| 80 | Черталык                  | посёлок | 60        |
| 81 | Чуфарово                  | деревня | 0         |
| 82 | Шахматовка                | село    | 647       |
| 83 | Яблоневый                 | посёлок | 88        |

### Гайский
С точки зрения муниципального устройства на территории Гайского района и города Гая (с подчинённым населённым пунктом) образован Гайский городской округ.
наверх к оглавлению
| №  | Населённый пункт  | Тип     | Население                                                                                  |
| -- | ----------------- | ------- | ------------------------------------------------------------------------------------------ |
| 1  | Банное            | село    | 320                                                                                        |
| 2  | Белошапка         | село    | 136                                                                                        |
| 3  | Вишнёвое          | село    | 339                                                                                        |
| 4  | Воскресенка       | село    | Получено слишком много сущностей из Викиданные. Количество загруженных сущностей: 500/500. |
| 5  | Гайнулино         | посёлок | Получено слишком много сущностей из Викиданные. Количество загруженных сущностей: 500/500. |
| 6  | Ижберда           | деревня | Получено слишком много сущностей из Викиданные. Количество загруженных сущностей: 500/500. |
| 7  | Ириклинский       | посёлок | Получено слишком много сущностей из Викиданные. Количество загруженных сущностей: 500/500. |
| 8  | Ишкинино          | деревня | Получено слишком много сущностей из Викиданные. Количество загруженных сущностей: 500/500. |
| 9  | Казачья Губерля   | село    | Получено слишком много сущностей из Викиданные. Количество загруженных сущностей: 500/500. |
| 10 | Камейкино         | село    | Получено слишком много сущностей из Викиданные. Количество загруженных сущностей: 500/500. |
| 11 | Колпакское        | село    | Получено слишком много сущностей из Викиданные. Количество загруженных сущностей: 500/500. |
| 12 | Лылово            | посёлок | Получено слишком много сущностей из Викиданные. Количество загруженных сущностей: 500/500. |
| 13 | Малохалилово      | деревня | Получено слишком много сущностей из Викиданные. Количество загруженных сущностей: 500/500. |
| 14 | Нарбулатово       | посёлок | Получено слишком много сущностей из Викиданные. Количество загруженных сущностей: 500/500. |
| 15 | Новоактюбинск     | село    | Получено слишком много сущностей из Викиданные. Количество загруженных сущностей: 500/500. |
| 16 | Нововоронежский   | посёлок | Получено слишком много сущностей из Викиданные. Количество загруженных сущностей: 500/500. |
| 17 | Новокиевка        | село    | Получено слишком много сущностей из Викиданные. Количество загруженных сущностей: 500/500. |
| 18 | Новониколаевка    | село    | Получено слишком много сущностей из Викиданные. Количество загруженных сущностей: 500/500. |
| 19 | Новопетропавловка | село    | Получено слишком много сущностей из Викиданные. Количество загруженных сущностей: 500/500. |
| 20 | Новочеркасское    | село    | Получено слишком много сущностей из Викиданные. Количество загруженных сущностей: 500/500. |
| 21 | Писаревка         | село    | Получено слишком много сущностей из Викиданные. Количество загруженных сущностей: 500/500. |
| 22 | Пласковское       | село    | Получено слишком много сущностей из Викиданные. Количество загруженных сущностей: 500/500. |
| 23 | Поповка           | посёлок | Получено слишком много сущностей из Викиданные. Количество загруженных сущностей: 500/500. |
| 24 | Репино            | посёлок | Получено слишком много сущностей из Викиданные. Количество загруженных сущностей: 500/500. |
| 25 | Рождественка      | посёлок | Получено слишком много сущностей из Викиданные. Количество загруженных сущностей: 500/500. |
| 26 | Саверовка         | посёлок | Получено слишком много сущностей из Викиданные. Количество загруженных сущностей: 500/500. |
| 27 | Старохалилово     | деревня | Получено слишком много сущностей из Викиданные. Количество загруженных сущностей: 500/500. |
| 28 | Терекла           | село    | Получено слишком много сущностей из Викиданные. Количество загруженных сущностей: 500/500. |
| 29 | Узембаево         | деревня | Получено слишком много сущностей из Викиданные. Количество загруженных сущностей: 500/500. |
| 30 | Уральск           | село    | Получено слишком много сущностей из Викиданные. Количество загруженных сущностей: 500/500. |
| 31 | Халилово          | посёлок | Получено слишком много сущностей из Викиданные. Количество загруженных сущностей: 500/500. |
| 32 | Херсон            | посёлок | Получено слишком много сущностей из Викиданные. Количество загруженных сущностей: 500/500. |
| 33 | Хмелёвка          | село    | Получено слишком много сущностей из Викиданные. Количество загруженных сущностей: 500/500. |

### Грачёвский
наверх к оглавлению
| №  | Населённый пункт | Тип     | Население                                                                                  |
| -- | ---------------- | ------- | ------------------------------------------------------------------------------------------ |
| 1  | Абрышкино        | село    | Получено слишком много сущностей из Викиданные. Количество загруженных сущностей: 500/500. |
| 2  | Александровка    | село    | Получено слишком много сущностей из Викиданные. Количество загруженных сущностей: 500/500. |
| 3  | Андреевка        | посёлок | Получено слишком много сущностей из Викиданные. Количество загруженных сущностей: 500/500. |
| 4  | Бабинцево        | посёлок | Получено слишком много сущностей из Викиданные. Количество загруженных сущностей: 500/500. |
| 5  | Будёновка        | посёлок | Получено слишком много сущностей из Викиданные. Количество загруженных сущностей: 500/500. |
| 6  | Верхнеигнашкино  | село    | Получено слишком много сущностей из Викиданные. Количество загруженных сущностей: 500/500. |
| 7  | Грачёвка         | село    | Получено слишком много сущностей из Викиданные. Количество загруженных сущностей: 500/500. |
| 8  | Ероховка         | село    | Получено слишком много сущностей из Викиданные. Количество загруженных сущностей: 500/500. |
| 9  | Ждамировка       | село    | Получено слишком много сущностей из Викиданные. Количество загруженных сущностей: 500/500. |
| 10 | Каликино         | посёлок | Получено слишком много сущностей из Викиданные. Количество загруженных сущностей: 500/500. |
| 11 | Каменка          | село    | Получено слишком много сущностей из Викиданные. Количество загруженных сущностей: 500/500. |
| 12 | Клинцы           | посёлок | Получено слишком много сущностей из Викиданные. Количество загруженных сущностей: 500/500. |
| 13 | Ключи            | село    | Получено слишком много сущностей из Викиданные. Количество загруженных сущностей: 500/500. |
| 14 | Комсомольский    | посёлок | Получено слишком много сущностей из Викиданные. Количество загруженных сущностей: 500/500. |
| 15 | Кузьминовка      | село    | Получено слишком много сущностей из Викиданные. Количество загруженных сущностей: 500/500. |
| 16 | Луговое          | село    | Получено слишком много сущностей из Викиданные. Количество загруженных сущностей: 500/500. |
| 17 | Малояшкино       | село    | Получено слишком много сущностей из Викиданные. Количество загруженных сущностей: 500/500. |
| 18 | Новоалексеевка   | село    | Получено слишком много сущностей из Викиданные. Количество загруженных сущностей: 500/500. |
| 19 | Новоникольское   | село    | Получено слишком много сущностей из Викиданные. Количество загруженных сущностей: 500/500. |
| 20 | Петрохерсонец    | село    | Получено слишком много сущностей из Викиданные. Количество загруженных сущностей: 500/500. |
| 21 | Победа           | посёлок | Получено слишком много сущностей из Викиданные. Количество загруженных сущностей: 500/500. |
| 22 | Подлесный        | посёлок | Получено слишком много сущностей из Викиданные. Количество загруженных сущностей: 500/500. |
| 23 | Покровка         | село    | Получено слишком много сущностей из Викиданные. Количество загруженных сущностей: 500/500. |
| 24 | Революционер     | посёлок | Получено слишком много сущностей из Викиданные. Количество загруженных сущностей: 500/500. |
| 25 | Русскоигнашкино  | село    | Получено слишком много сущностей из Викиданные. Количество загруженных сущностей: 500/500. |
| 26 | Саблино          | село    | Получено слишком много сущностей из Викиданные. Количество загруженных сущностей: 500/500. |
| 27 | Старояшкино      | село    | Получено слишком много сущностей из Викиданные. Количество загруженных сущностей: 500/500. |
| 28 | Таллы            | село    | Получено слишком много сущностей из Викиданные. Количество загруженных сущностей: 500/500. |
| 29 | Урицкое          | село    | Получено слишком много сущностей из Викиданные. Количество загруженных сущностей: 500/500. |
| 30 | Усакла           | посёлок | Получено слишком много сущностей из Викиданные. Количество загруженных сущностей: 500/500. |
| 31 | Чапаевка         | посёлок | Получено слишком много сущностей из Викиданные. Количество загруженных сущностей: 500/500. |
| 32 | Ягодное          | село    | Получено слишком много сущностей из Викиданные. Количество загруженных сущностей: 500/500. |
| 33 | Яковлевка        | село    | Получено слишком много сущностей из Викиданные. Количество загруженных сущностей: 500/500. |
| 34 | Якутино          | село    | Получено слишком много сущностей из Викиданные. Количество загруженных сущностей: 500/500. |

### Домбаровский
наверх к оглавлению
| №  | Населённый пункт | Тип     | Население                                                                                  |
| -- | ---------------- | ------- | ------------------------------------------------------------------------------------------ |
| 1  | Аккудук          | посёлок | Получено слишком много сущностей из Викиданные. Количество загруженных сущностей: 500/500. |
| 2  | Архангельское    | село    | Получено слишком много сущностей из Викиданные. Количество загруженных сущностей: 500/500. |
| 3  | Ащебутак         | село    | Получено слишком много сущностей из Викиданные. Количество загруженных сущностей: 500/500. |
| 4  | Богоявленка      | село    | Получено слишком много сущностей из Викиданные. Количество загруженных сущностей: 500/500. |
| 5  | Бояровка         | село    | Получено слишком много сущностей из Викиданные. Количество загруженных сущностей: 500/500. |
| 6  | Голубой Факел    | посёлок | Получено слишком много сущностей из Викиданные. Количество загруженных сущностей: 500/500. |
| 7  | Домбаровка       | село    | Получено слишком много сущностей из Викиданные. Количество загруженных сущностей: 500/500. |
| 8  | Домбаровский     | посёлок | Получено слишком много сущностей из Викиданные. Количество загруженных сущностей: 500/500. |
| 9  | Екатеринославка  | село    | Получено слишком много сущностей из Викиданные. Количество загруженных сущностей: 500/500. |
| 10 | Зарево           | село    | Получено слишком много сущностей из Викиданные. Количество загруженных сущностей: 500/500. |
| 11 | Истемис          | село    | Получено слишком много сущностей из Викиданные. Количество загруженных сущностей: 500/500. |
| 12 | Камсак           | село    | Получено слишком много сущностей из Викиданные. Количество загруженных сущностей: 500/500. |
| 13 | Караганда        | посёлок | Получено слишком много сущностей из Викиданные. Количество загруженных сущностей: 500/500. |
| 14 | Кинжебулак       | село    | Получено слишком много сущностей из Викиданные. Количество загруженных сущностей: 500/500. |
| 15 | Корсунский       | посёлок | Получено слишком много сущностей из Викиданные. Количество загруженных сущностей: 500/500. |
| 16 | Красночабанский  | посёлок | Получено слишком много сущностей из Викиданные. Количество загруженных сущностей: 500/500. |
| 17 | Кужанберля       | село    | Получено слишком много сущностей из Викиданные. Количество загруженных сущностей: 500/500. |
| 18 | Курмансай        | село    | Получено слишком много сущностей из Викиданные. Количество загруженных сущностей: 500/500. |
| 19 | Полевой          | посёлок | Получено слишком много сущностей из Викиданные. Количество загруженных сущностей: 500/500. |
| 20 | Прибрежный       | посёлок | Получено слишком много сущностей из Викиданные. Количество загруженных сущностей: 500/500. |
| 21 | Разведка         | станция | Получено слишком много сущностей из Викиданные. Количество загруженных сущностей: 500/500. |
| 22 | Соколовка        | село    | Получено слишком много сущностей из Викиданные. Количество загруженных сущностей: 500/500. |
| 23 | Тюльпанный       | посёлок | Получено слишком много сущностей из Викиданные. Количество загруженных сущностей: 500/500. |
| 24 | Ушкатты          | село    | Получено слишком много сущностей из Викиданные. Количество загруженных сущностей: 500/500. |

### Илекский
наверх к оглавлению
| №  | Населённый пункт | Тип     | Население                                                                                  |
| -- | ---------------- | ------- | ------------------------------------------------------------------------------------------ |
| 1  | Братский         | посёлок | Получено слишком много сущностей из Викиданные. Количество загруженных сущностей: 500/500. |
| 2  | Димитровский     | посёлок | Получено слишком много сущностей из Викиданные. Количество загруженных сущностей: 500/500. |
| 3  | Заживный         | посёлок | Получено слишком много сущностей из Викиданные. Количество загруженных сущностей: 500/500. |
| 4  | Затонное         | село    | Получено слишком много сущностей из Викиданные. Количество загруженных сущностей: 500/500. |
| 5  | Илек             | село    | Получено слишком много сущностей из Викиданные. Количество загруженных сущностей: 500/500. |
| 6  | Кардаилово       | село    | Получено слишком много сущностей из Викиданные. Количество загруженных сущностей: 500/500. |
| 7  | Красный Яр       | село    | Получено слишком много сущностей из Викиданные. Количество загруженных сущностей: 500/500. |
| 8  | Крестовка        | село    | Получено слишком много сущностей из Викиданные. Количество загруженных сущностей: 500/500. |
| 9  | Луговое          | село    | Получено слишком много сущностей из Викиданные. Количество загруженных сущностей: 500/500. |
| 10 | Мухраново        | село    | Получено слишком много сущностей из Викиданные. Количество загруженных сущностей: 500/500. |
| 11 | Нижнеозёрное     | село    | Получено слишком много сущностей из Викиданные. Количество загруженных сущностей: 500/500. |
| 12 | Озёрки           | село    | Получено слишком много сущностей из Викиданные. Количество загруженных сущностей: 500/500. |
| 13 | Песчаное         | село    | Получено слишком много сущностей из Викиданные. Количество загруженных сущностей: 500/500. |
| 14 | Подстепки        | село    | Получено слишком много сущностей из Викиданные. Количество загруженных сущностей: 500/500. |
| 15 | Привольное       | село    | Получено слишком много сущностей из Викиданные. Количество загруженных сущностей: 500/500. |
| 16 | Раздольное       | село    | Получено слишком много сущностей из Викиданные. Количество загруженных сущностей: 500/500. |
| 17 | Рассыпное        | село    | Получено слишком много сущностей из Викиданные. Количество загруженных сущностей: 500/500. |
| 18 | Сладково         | село    | Получено слишком много сущностей из Викиданные. Количество загруженных сущностей: 500/500. |
| 19 | Степное          | село    | Получено слишком много сущностей из Викиданные. Количество загруженных сущностей: 500/500. |
| 20 | Студёное         | село    | Получено слишком много сущностей из Викиданные. Количество загруженных сущностей: 500/500. |
| 21 | Суходольный      | посёлок | Получено слишком много сущностей из Викиданные. Количество загруженных сущностей: 500/500. |
| 22 | Сухоречка        | село    | Получено слишком много сущностей из Викиданные. Количество загруженных сущностей: 500/500. |
| 23 | Филипповка       | посёлок | Получено слишком много сущностей из Викиданные. Количество загруженных сущностей: 500/500. |
| 24 | Шутово           | село    | Получено слишком много сущностей из Викиданные. Количество загруженных сущностей: 500/500. |
| 25 | Яман             | село    | Получено слишком много сущностей из Викиданные. Количество загруженных сущностей: 500/500. |

### Кваркенский
наверх к оглавлению
| №  | Населённый пункт    | Тип     | Население                                                                                  |
| -- | ------------------- | ------- | ------------------------------------------------------------------------------------------ |
| 1  | Айдырлинский        | посёлок | Получено слишком много сущностей из Викиданные. Количество загруженных сущностей: 500/500. |
| 2  | Аландское           | село    | Получено слишком много сущностей из Викиданные. Количество загруженных сущностей: 500/500. |
| 3  | Алексеевка          | село    | Получено слишком много сущностей из Викиданные. Количество загруженных сущностей: 500/500. |
| 4  | Андрианополь        | село    | Получено слишком много сущностей из Викиданные. Количество загруженных сущностей: 500/500. |
| 5  | Асбестный           | посёлок | Получено слишком много сущностей из Викиданные. Количество загруженных сущностей: 500/500. |
| 6  | Базарбай            | село    | Получено слишком много сущностей из Викиданные. Количество загруженных сущностей: 500/500. |
| 7  | Безымянный          | посёлок | Получено слишком много сущностей из Викиданные. Количество загруженных сущностей: 500/500. |
| 8  | Белозёрный          | посёлок | Получено слишком много сущностей из Викиданные. Количество загруженных сущностей: 500/500. |
| 9  | Берёзовка           | село    | Получено слишком много сущностей из Викиданные. Количество загруженных сущностей: 500/500. |
| 10 | Болотовск           | село    | Получено слишком много сущностей из Викиданные. Количество загруженных сущностей: 500/500. |
| 11 | Большевик           | село    | Получено слишком много сущностей из Викиданные. Количество загруженных сущностей: 500/500. |
| 12 | Бриент              | село    | Получено слишком много сущностей из Викиданные. Количество загруженных сущностей: 500/500. |
| 13 | Верхняя Кардаиловка | село    | Получено слишком много сущностей из Викиданные. Количество загруженных сущностей: 500/500. |
| 14 | Гоголевка           | село    | Получено слишком много сущностей из Викиданные. Количество загруженных сущностей: 500/500. |
| 15 | Горный Ерик         | село    | Получено слишком много сущностей из Викиданные. Количество загруженных сущностей: 500/500. |
| 16 | Екатериновка        | село    | Получено слишком много сущностей из Викиданные. Количество загруженных сущностей: 500/500. |
| 17 | Зеленодольск        | село    | Получено слишком много сущностей из Викиданные. Количество загруженных сущностей: 500/500. |
| 18 | Караганский         | посёлок | Получено слишком много сущностей из Викиданные. Количество загруженных сущностей: 500/500. |
| 19 | Кваркено            | село    | Получено слишком много сущностей из Викиданные. Количество загруженных сущностей: 500/500. |
| 20 | Кировск             | посёлок | Получено слишком много сущностей из Викиданные. Количество загруженных сущностей: 500/500. |
| 21 | Коминтерн           | посёлок | Получено слишком много сущностей из Викиданные. Количество загруженных сущностей: 500/500. |
| 22 | Комсомольский       | посёлок | Получено слишком много сущностей из Викиданные. Количество загруженных сущностей: 500/500. |
| 23 | Красноярский        | посёлок | Получено слишком много сущностей из Викиданные. Количество загруженных сущностей: 500/500. |
| 24 | Красный Огородник   | посёлок | Получено слишком много сущностей из Викиданные. Количество загруженных сущностей: 500/500. |
| 25 | Кульма              | село    | Получено слишком много сущностей из Викиданные. Количество загруженных сущностей: 500/500. |
| 26 | Лесная Поляна       | посёлок | Получено слишком много сущностей из Викиданные. Количество загруженных сущностей: 500/500. |
| 27 | Майский             | посёлок | Получено слишком много сущностей из Викиданные. Количество загруженных сущностей: 500/500. |
| 28 | Максим Горький      | село    | Получено слишком много сущностей из Викиданные. Количество загруженных сущностей: 500/500. |
| 29 | Новооренбург        | село    | Получено слишком много сущностей из Викиданные. Количество загруженных сущностей: 500/500. |
| 30 | Новопотоцк          | село    | Получено слишком много сущностей из Викиданные. Количество загруженных сущностей: 500/500. |
| 31 | Октябрьский         | посёлок | Получено слишком много сущностей из Викиданные. Количество загруженных сущностей: 500/500. |
| 32 | Покровка            | село    | Получено слишком много сущностей из Викиданные. Количество загруженных сущностей: 500/500. |
| 33 | Приморск            | село    | Получено слишком много сущностей из Викиданные. Количество загруженных сущностей: 500/500. |
| 34 | Просторы            | село    | Получено слишком много сущностей из Викиданные. Количество загруженных сущностей: 500/500. |
| 35 | Свободный           | посёлок | Получено слишком много сущностей из Викиданные. Количество загруженных сущностей: 500/500. |
| 36 | Солончанка          | посёлок | Получено слишком много сущностей из Викиданные. Количество загруженных сущностей: 500/500. |
| 37 | Сосновка            | село    | Получено слишком много сущностей из Викиданные. Количество загруженных сущностей: 500/500. |
| 38 | Таналык             | село    | Получено слишком много сущностей из Викиданные. Количество загруженных сущностей: 500/500. |
| 39 | Уральское           | село    | Получено слишком много сущностей из Викиданные. Количество загруженных сущностей: 500/500. |
| 40 | Уртазым             | село    | Получено слишком много сущностей из Викиданные. Количество загруженных сущностей: 500/500. |
| 41 | Чапаевка            | село    | Получено слишком много сущностей из Викиданные. Количество загруженных сущностей: 500/500. |

### Красногвардейский
наверх к оглавлению
| №  | Населённый пункт | Тип     | Население                                                                                  |
| -- | ---------------- | ------- | ------------------------------------------------------------------------------------------ |
| 1  | Александровка    | посёлок | Получено слишком много сущностей из Викиданные. Количество загруженных сущностей: 500/500. |
| 2  | Бахтиярово       | село    | Получено слишком много сущностей из Викиданные. Количество загруженных сущностей: 500/500. |
| 3  | Верхнеильясово   | деревня | Получено слишком много сущностей из Викиданные. Количество загруженных сущностей: 500/500. |
| 4  | Владимировка     | село    | Получено слишком много сущностей из Викиданные. Количество загруженных сущностей: 500/500. |
| 5  | Вознесенка       | село    | Получено слишком много сущностей из Викиданные. Количество загруженных сущностей: 500/500. |
| 6  | Горный           | посёлок | Получено слишком много сущностей из Викиданные. Количество загруженных сущностей: 500/500. |
| 7  | Грачёвка         | село    | Получено слишком много сущностей из Викиданные. Количество загруженных сущностей: 500/500. |
| 8  | Гремучий         | посёлок | Получено слишком много сущностей из Викиданные. Количество загруженных сущностей: 500/500. |
| 9  | Долинск          | посёлок | Получено слишком много сущностей из Викиданные. Количество загруженных сущностей: 500/500. |
| 10 | Донское          | село    | Получено слишком много сущностей из Викиданные. Количество загруженных сущностей: 500/500. |
| 11 | Дрыгин Сад       | посёлок | Получено слишком много сущностей из Викиданные. Количество загруженных сущностей: 500/500. |
| 12 | Ермаково         | посёлок | Получено слишком много сущностей из Викиданные. Количество загруженных сущностей: 500/500. |
| 13 | Залесово         | село    | Получено слишком много сущностей из Викиданные. Количество загруженных сущностей: 500/500. |
| 14 | Ибряево          | село    | Получено слишком много сущностей из Викиданные. Количество загруженных сущностей: 500/500. |
| 15 | Ивановка         | село    | Получено слишком много сущностей из Викиданные. Количество загруженных сущностей: 500/500. |
| 16 | Ишалка           | посёлок | Получено слишком много сущностей из Викиданные. Количество загруженных сущностей: 500/500. |
| 17 | Калтан           | село    | Получено слишком много сущностей из Викиданные. Количество загруженных сущностей: 500/500. |
| 18 | Карьяпово        | деревня | Получено слишком много сущностей из Викиданные. Количество загруженных сущностей: 500/500. |
| 19 | Кинзелька        | село    | Получено слишком много сущностей из Викиданные. Количество загруженных сущностей: 500/500. |
| 20 | Клинок           | посёлок | Получено слишком много сущностей из Викиданные. Количество загруженных сущностей: 500/500. |
| 21 | Комсомолец       | посёлок | Получено слишком много сущностей из Викиданные. Количество загруженных сущностей: 500/500. |
| 22 | Красиково        | село    | Получено слишком много сущностей из Викиданные. Количество загруженных сущностей: 500/500. |
| 23 | Кристалка        | посёлок | Получено слишком много сущностей из Викиданные. Количество загруженных сущностей: 500/500. |
| 24 | Кутерля          | село    | Получено слишком много сущностей из Викиданные. Количество загруженных сущностей: 500/500. |
| 25 | Луговск          | село    | Получено слишком много сущностей из Викиданные. Количество загруженных сущностей: 500/500. |
| 26 | Майский          | посёлок | Получено слишком много сущностей из Викиданные. Количество загруженных сущностей: 500/500. |
| 27 | Малоюлдашево     | деревня | Получено слишком много сущностей из Викиданные. Количество загруженных сущностей: 500/500. |
| 28 | Нижнеильясово    | деревня | Получено слишком много сущностей из Викиданные. Количество загруженных сущностей: 500/500. |
| 29 | Нижнекристалка   | посёлок | Получено слишком много сущностей из Викиданные. Количество загруженных сущностей: 500/500. |
| 30 | Никольское       | село    | Получено слишком много сущностей из Викиданные. Количество загруженных сущностей: 500/500. |
| 31 | Новопетровка     | село    | Получено слишком много сущностей из Викиданные. Количество загруженных сущностей: 500/500. |
| 32 | Новоюласка       | село    | Получено слишком много сущностей из Викиданные. Количество загруженных сущностей: 500/500. |
| 33 | Новоюлдашево     | деревня | Получено слишком много сущностей из Викиданные. Количество загруженных сущностей: 500/500. |
| 34 | Отделение 5      | посёлок | Получено слишком много сущностей из Викиданные. Количество загруженных сущностей: 500/500. |
| 35 | Петровское       | село    | Получено слишком много сущностей из Викиданные. Количество загруженных сущностей: 500/500. |
| 36 | Петропавловка    | деревня | Получено слишком много сущностей из Викиданные. Количество загруженных сущностей: 500/500. |
| 37 | Плешаново        | село    | Получено слишком много сущностей из Викиданные. Количество загруженных сущностей: 500/500. |
| 38 | Подольск         | село    | Получено слишком много сущностей из Викиданные. Количество загруженных сущностей: 500/500. |
| 39 | Покровка         | село    | Получено слишком много сущностей из Викиданные. Количество загруженных сущностей: 500/500. |
| 40 | Преображенка     | село    | Получено слишком много сущностей из Викиданные. Количество загруженных сущностей: 500/500. |
| 41 | Пролетарка       | посёлок | Получено слишком много сущностей из Викиданные. Количество загруженных сущностей: 500/500. |
| 42 | Пушкинский       | посёлок | Получено слишком много сущностей из Викиданные. Количество загруженных сущностей: 500/500. |
| 43 | Свердловский     | посёлок | Получено слишком много сущностей из Викиданные. Количество загруженных сущностей: 500/500. |
| 44 | Среднеильясово   | деревня | Получено слишком много сущностей из Викиданные. Количество загруженных сущностей: 500/500. |
| 45 | Старобогдановка  | село    | Получено слишком много сущностей из Викиданные. Количество загруженных сущностей: 500/500. |
| 46 | Староникольское  | село    | Получено слишком много сущностей из Викиданные. Количество загруженных сущностей: 500/500. |
| 47 | Староюлдашево    | село    | Получено слишком много сущностей из Викиданные. Количество загруженных сущностей: 500/500. |
| 48 | Степной          | посёлок | Получено слишком много сущностей из Викиданные. Количество загруженных сущностей: 500/500. |
| 49 | Степной          | посёлок | Получено слишком много сущностей из Викиданные. Количество загруженных сущностей: 500/500. |
| 50 | Токское          | село    | Получено слишком много сущностей из Викиданные. Количество загруженных сущностей: 500/500. |
| 51 | Утеево           | село    | Получено слишком много сущностей из Викиданные. Количество загруженных сущностей: 500/500. |
| 52 | Учкаин           | посёлок | Получено слишком много сущностей из Викиданные. Количество загруженных сущностей: 500/500. |
| 53 | Фрунзенский      | посёлок | Получено слишком много сущностей из Викиданные. Количество загруженных сущностей: 500/500. |
| 54 | Юговка           | посёлок | Получено слишком много сущностей из Викиданные. Количество загруженных сущностей: 500/500. |
| 55 | Южный            | посёлок | Получено слишком много сущностей из Викиданные. Количество загруженных сущностей: 500/500. |
| 56 | Юлты             | село    | Получено слишком много сущностей из Викиданные. Количество загруженных сущностей: 500/500. |
| 57 | Юринский         | посёлок | Получено слишком много сущностей из Викиданные. Количество загруженных сущностей: 500/500. |
| 58 | Яиково           | деревня | Получено слишком много сущностей из Викиданные. Количество загруженных сущностей: 500/500. |
| 59 | Яшкино           | село    | Получено слишком много сущностей из Викиданные. Количество загруженных сущностей: 500/500. |

### Кувандыкский
С точки зрения муниципального устройства на территории Кувандыкского района и города Кувандыка образован Кувандыкский городской округ.
наверх к оглавлению
| №  | Населённый пункт     | Тип          | Население                                                                                  |
| -- | -------------------- | ------------ | ------------------------------------------------------------------------------------------ |
| 1  | Адаево               | деревня      | Получено слишком много сущностей из Викиданные. Количество загруженных сущностей: 500/500. |
| 2  | Айтуар               | аул          | Получено слишком много сущностей из Викиданные. Количество загруженных сущностей: 500/500. |
| 3  | Акбулатово           | деревня      | Получено слишком много сущностей из Викиданные. Количество загруженных сущностей: 500/500. |
| 4  | Акчура               | деревня      | Получено слишком много сущностей из Викиданные. Количество загруженных сущностей: 500/500. |
| 5  | Аскарово             | деревня      | Получено слишком много сущностей из Викиданные. Количество загруженных сущностей: 500/500. |
| 6  | Барангулово          | деревня      | Получено слишком много сущностей из Викиданные. Количество загруженных сущностей: 500/500. |
| 7  | Башкалган            | посёлок      | Получено слишком много сущностей из Викиданные. Количество загруженных сущностей: 500/500. |
| 8  | Башкирское Канчерово | деревня      | Получено слишком много сущностей из Викиданные. Количество загруженных сущностей: 500/500. |
| 9  | Бискужа              | деревня      | Получено слишком много сущностей из Викиданные. Количество загруженных сущностей: 500/500. |
| 10 | Большое Чураево      | село         | Получено слишком много сущностей из Викиданные. Количество загруженных сущностей: 500/500. |
| 11 | Бурангулово          | деревня      | Получено слишком много сущностей из Викиданные. Количество загруженных сущностей: 500/500. |
| 12 | Васильевка           | деревня      | Получено слишком много сущностей из Викиданные. Количество загруженных сущностей: 500/500. |
| 13 | Верхненазаргулово    | деревня      | Получено слишком много сущностей из Викиданные. Количество загруженных сущностей: 500/500. |
| 14 | Второе Юмагузино     | деревня      | Получено слишком много сущностей из Викиданные. Количество загруженных сущностей: 500/500. |
| 15 | Вьюжный              | посёлок      | Получено слишком много сущностей из Викиданные. Количество загруженных сущностей: 500/500. |
| 16 | Гумарово             | деревня      | Получено слишком много сущностей из Викиданные. Количество загруженных сущностей: 500/500. |
| 17 | Дом Отдыха «Сакмара» | хутор        | Получено слишком много сущностей из Викиданные. Количество загруженных сущностей: 500/500. |
| 18 | Дубиновка            | станция      | Получено слишком много сущностей из Викиданные. Количество загруженных сущностей: 500/500. |
| 19 | Жанатан              | аул          | Получено слишком много сущностей из Викиданные. Количество загруженных сущностей: 500/500. |
| 20 | Залужье              | посёлок      | Получено слишком много сущностей из Викиданные. Количество загруженных сущностей: 500/500. |
| 21 | Зиянчурино           | село         | Получено слишком много сущностей из Викиданные. Количество загруженных сущностей: 500/500. |
| 22 | Ибрагимово           | село         | Получено слишком много сущностей из Викиданные. Количество загруженных сущностей: 500/500. |
| 23 | Ильинка              | село         | Получено слишком много сущностей из Викиданные. Количество загруженных сущностей: 500/500. |
| 24 | Индустрия            | посёлок      | Получено слишком много сущностей из Викиданные. Количество загруженных сущностей: 500/500. |
| 25 | Казарма 206 км       | хутор        | Получено слишком много сущностей из Викиданные. Количество загруженных сущностей: 500/500. |
| 26 | Кайракла             | село         | Получено слишком много сущностей из Викиданные. Количество загруженных сущностей: 500/500. |
| 27 | Калиновка            | деревня      | Получено слишком много сущностей из Викиданные. Количество загруженных сущностей: 500/500. |
| 28 | Канчерово            | станция      | Получено слишком много сущностей из Викиданные. Количество загруженных сущностей: 500/500. |
| 29 | Канчеровский Карьер  | посёлок      | Получено слишком много сущностей из Викиданные. Количество загруженных сущностей: 500/500. |
| 30 | Карагай-Покровка     | посёлок      | Получено слишком много сущностей из Викиданные. Количество загруженных сущностей: 500/500. |
| 31 | Карайгер             | деревня      | Получено слишком много сущностей из Викиданные. Количество загруженных сущностей: 500/500. |
| 32 | Каратал              | посёлок      | Получено слишком много сущностей из Викиданные. Количество загруженных сущностей: 500/500. |
| 33 | Краснознаменка       | село         | Получено слишком много сущностей из Викиданные. Количество загруженных сущностей: 500/500. |
| 34 | Красносакмарск       | деревня      | Получено слишком много сущностей из Викиданные. Количество загруженных сущностей: 500/500. |
| 35 | Краснощёково         | посёлок      | Получено слишком много сущностей из Викиданные. Количество загруженных сущностей: 500/500. |
| 36 | Куруил               | село         | Получено слишком много сущностей из Викиданные. Количество загруженных сущностей: 500/500. |
| 37 | Лесной               | посёлок      | Получено слишком много сущностей из Викиданные. Количество загруженных сущностей: 500/500. |
| 38 | Луговской            | посёлок      | Получено слишком много сущностей из Викиданные. Количество загруженных сущностей: 500/500. |
| 39 | Мазово               | посёлок      | Получено слишком много сущностей из Викиданные. Количество загруженных сущностей: 500/500. |
| 40 | Малое Чураево        | деревня      | Получено слишком много сущностей из Викиданные. Количество загруженных сущностей: 500/500. |
| 41 | Маячный              | посёлок      | Получено слишком много сущностей из Викиданные. Количество загруженных сущностей: 500/500. |
| 42 | Мухамедьярово        | село         | Получено слишком много сущностей из Викиданные. Количество загруженных сущностей: 500/500. |
| 43 | Никольское           | село         | Получено слишком много сущностей из Викиданные. Количество загруженных сущностей: 500/500. |
| 44 | Новая Ракитянка      | деревня      | Получено слишком много сущностей из Викиданные. Количество загруженных сущностей: 500/500. |
| 45 | Новоказанка          | деревня      | Получено слишком много сущностей из Викиданные. Количество загруженных сущностей: 500/500. |
| 46 | Новокурск            | деревня      | Получено слишком много сущностей из Викиданные. Количество загруженных сущностей: 500/500. |
| 47 | Новопокровка         | село         | Получено слишком много сущностей из Викиданные. Количество загруженных сущностей: 500/500. |
| 48 | Новосакмарск         | деревня      | Получено слишком много сущностей из Викиданные. Количество загруженных сущностей: 500/500. |
| 49 | Новосакмарск         | деревня      | Получено слишком много сущностей из Викиданные. Количество загруженных сущностей: 500/500. |
| 50 | Новосамарск          | село         | Получено слишком много сущностей из Викиданные. Количество загруженных сущностей: 500/500. |
| 51 | Новосаринский        | посёлок      | Получено слишком много сущностей из Викиданные. Количество загруженных сущностей: 500/500. |
| 52 | Новосимбирка         | село         | Получено слишком много сущностей из Викиданные. Количество загруженных сущностей: 500/500. |
| 53 | Новоуральск          | село         | Получено слишком много сущностей из Викиданные. Количество загруженных сущностей: 500/500. |
| 54 | Новый                | посёлок      | Получено слишком много сущностей из Викиданные. Количество загруженных сущностей: 500/500. |
| 55 | Оноприеновка         | село         | Получено слишком много сущностей из Викиданные. Количество загруженных сущностей: 500/500. |
| 56 | Первое Юмагузино     | деревня      | Получено слишком много сущностей из Викиданные. Количество загруженных сущностей: 500/500. |
| 57 | Первомайск           | деревня      | Получено слишком много сущностей из Викиданные. Количество загруженных сущностей: 500/500. |
| 58 | Пехотное             | деревня      | Получено слишком много сущностей из Викиданные. Количество загруженных сущностей: 500/500. |
| 59 | Подгорное            | село         | Получено слишком много сущностей из Викиданные. Количество загруженных сущностей: 500/500. |
| 60 | Подлесное            | село         | Получено слишком много сущностей из Викиданные. Количество загруженных сущностей: 500/500. |
| 61 | Поим                 | село         | Получено слишком много сущностей из Викиданные. Количество загруженных сущностей: 500/500. |
| 62 | Рамазаново           | деревня      | Получено слишком много сущностей из Викиданные. Количество загруженных сущностей: 500/500. |
| 63 | Ровный               | посёлок      | Получено слишком много сущностей из Викиданные. Количество загруженных сущностей: 500/500. |
| 64 | Русское Канчерово    | деревня      | Получено слишком много сущностей из Викиданные. Количество загруженных сущностей: 500/500. |
| 65 | Сара                 | ж.д. станция | Получено слишком много сущностей из Викиданные. Количество загруженных сущностей: 500/500. |
| 66 | Сара                 | село         | Получено слишком много сущностей из Викиданные. Количество загруженных сущностей: 500/500. |
| 67 | Сарбаево             | деревня      | Получено слишком много сущностей из Викиданные. Количество загруженных сущностей: 500/500. |
| 68 | Сарбай               | село         | Получено слишком много сущностей из Викиданные. Количество загруженных сущностей: 500/500. |
| 69 | Старозайцево         | село         | Получено слишком много сущностей из Викиданные. Количество загруженных сущностей: 500/500. |
| 70 | Старый Карайгер      | деревня      | Получено слишком много сущностей из Викиданные. Количество загруженных сущностей: 500/500. |
| 71 | Тлявгулово           | деревня      | Получено слишком много сущностей из Викиданные. Количество загруженных сущностей: 500/500. |
| 72 | Урал                 | посёлок      | Получено слишком много сущностей из Викиданные. Количество загруженных сущностей: 500/500. |
| 73 | Федосеевка           | посёлок      | Получено слишком много сущностей из Викиданные. Количество загруженных сущностей: 500/500. |
| 74 | Чеботарёво           | село         | Получено слишком много сущностей из Викиданные. Количество загруженных сущностей: 500/500. |
| 75 | Чукари-Ивановка      | село         | Получено слишком много сущностей из Викиданные. Количество загруженных сущностей: 500/500. |
| 76 | Чулпан               | село         | Получено слишком много сущностей из Викиданные. Количество загруженных сущностей: 500/500. |
| 77 | Шубино               | село         | Получено слишком много сущностей из Викиданные. Количество загруженных сущностей: 500/500. |
| 78 | Юлгутла              | деревня      | Получено слишком много сущностей из Викиданные. Количество загруженных сущностей: 500/500. |
| 79 | Ялнаир               | посёлок      | Получено слишком много сущностей из Викиданные. Количество загруженных сущностей: 500/500. |

### Курманаевский
наверх к оглавлению
| №  | Населённый пункт | Тип     | Население                                                                                  |
| -- | ---------------- | ------- | ------------------------------------------------------------------------------------------ |
| 1  | Андреевка        | село    | Получено слишком много сущностей из Викиданные. Количество загруженных сущностей: 500/500. |
| 2  | Байгоровка       | село    | Получено слишком много сущностей из Викиданные. Количество загруженных сущностей: 500/500. |
| 3  | Бобровка         | село    | Получено слишком много сущностей из Викиданные. Количество загруженных сущностей: 500/500. |
| 4  | Васильевка       | село    | Получено слишком много сущностей из Викиданные. Количество загруженных сущностей: 500/500. |
| 5  | Волжский         | посёлок | Получено слишком много сущностей из Викиданные. Количество загруженных сущностей: 500/500. |
| 6  | Гаршино          | село    | Получено слишком много сущностей из Викиданные. Количество загруженных сущностей: 500/500. |
| 7  | Грачёвка         | село    | Получено слишком много сущностей из Викиданные. Количество загруженных сущностей: 500/500. |
| 8  | Даниловка        | село    | Получено слишком много сущностей из Викиданные. Количество загруженных сущностей: 500/500. |
| 9  | Егорьевка        | село    | Получено слишком много сущностей из Викиданные. Количество загруженных сущностей: 500/500. |
| 10 | Ефимовка         | село    | Получено слишком много сущностей из Викиданные. Количество загруженных сущностей: 500/500. |
| 11 | Ивановка         | село    | Получено слишком много сущностей из Викиданные. Количество загруженных сущностей: 500/500. |
| 12 | Кандауровка      | село    | Получено слишком много сущностей из Викиданные. Количество загруженных сущностей: 500/500. |
| 13 | Костино          | село    | Получено слишком много сущностей из Викиданные. Количество загруженных сущностей: 500/500. |
| 14 | Краснояровка     | село    | Получено слишком много сущностей из Викиданные. Количество загруженных сущностей: 500/500. |
| 15 | Кретовка         | село    | Получено слишком много сущностей из Викиданные. Количество загруженных сущностей: 500/500. |
| 16 | Курманаевка      | село    | Получено слишком много сущностей из Викиданные. Количество загруженных сущностей: 500/500. |
| 17 | Кутуши           | село    | Получено слишком много сущностей из Викиданные. Количество загруженных сущностей: 500/500. |
| 18 | Лабазы           | село    | Получено слишком много сущностей из Викиданные. Количество загруженных сущностей: 500/500. |
| 19 | Лаврентьевка     | село    | Получено слишком много сущностей из Викиданные. Количество загруженных сущностей: 500/500. |
| 20 | Междулесье       | посёлок | Получено слишком много сущностей из Викиданные. Количество загруженных сущностей: 500/500. |
| 21 | Михайловка       | село    | Получено слишком много сущностей из Викиданные. Количество загруженных сущностей: 500/500. |
| 22 | Озёрки           | село    | Получено слишком много сущностей из Викиданные. Количество загруженных сущностей: 500/500. |
| 23 | Петровка         | село    | Получено слишком много сущностей из Викиданные. Количество загруженных сущностей: 500/500. |
| 24 | Покровка         | село    | Получено слишком много сущностей из Викиданные. Количество загруженных сущностей: 500/500. |
| 25 | Родионовка       | село    | Получено слишком много сущностей из Викиданные. Количество загруженных сущностей: 500/500. |
| 26 | Ромашкино        | село    | Получено слишком много сущностей из Викиданные. Количество загруженных сущностей: 500/500. |
| 27 | Савельевка       | село    | Получено слишком много сущностей из Викиданные. Количество загруженных сущностей: 500/500. |
| 28 | Семёновка        | село    | Получено слишком много сущностей из Викиданные. Количество загруженных сущностей: 500/500. |
| 29 | Сергеевка        | село    | Получено слишком много сущностей из Викиданные. Количество загруженных сущностей: 500/500. |
| 30 | Скворцовка       | село    | Получено слишком много сущностей из Викиданные. Количество загруженных сущностей: 500/500. |
| 31 | Спиридоновка     | село    | Получено слишком много сущностей из Викиданные. Количество загруженных сущностей: 500/500. |
| 32 | Суриково         | село    | Получено слишком много сущностей из Викиданные. Количество загруженных сущностей: 500/500. |
| 33 | Фёдоровка        | село    | Получено слишком много сущностей из Викиданные. Количество загруженных сущностей: 500/500. |
| 34 | Ферапонтовка     | село    | Получено слишком много сущностей из Викиданные. Количество загруженных сущностей: 500/500. |
| 35 | Шабаловка        | село    | Получено слишком много сущностей из Викиданные. Количество загруженных сущностей: 500/500. |

### Матвеевский
наверх к оглавлению
| №  | Населённый пункт        | Тип     | Население                                                                                  |
| -- | ----------------------- | ------- | ------------------------------------------------------------------------------------------ |
| 1  | Азаматово               | село    | Получено слишком много сущностей из Викиданные. Количество загруженных сущностей: 500/500. |
| 2  | Александровка           | село    | Получено слишком много сущностей из Викиданные. Количество загруженных сущностей: 500/500. |
| 3  | Африка                  | посёлок | Получено слишком много сущностей из Викиданные. Количество загруженных сущностей: 500/500. |
| 4  | Борискино               | село    | Получено слишком много сущностей из Викиданные. Количество загруженных сущностей: 500/500. |
| 5  | Боровка                 | село    | Получено слишком много сущностей из Викиданные. Количество загруженных сущностей: 500/500. |
| 6  | Верхненовокутлумбетьево | село    | Получено слишком много сущностей из Викиданные. Количество загруженных сущностей: 500/500. |
| 7  | Высотный                | посёлок | Получено слишком много сущностей из Викиданные. Количество загруженных сущностей: 500/500. |
| 8  | Емельяновка             | село    | Получено слишком много сущностей из Викиданные. Количество загруженных сущностей: 500/500. |
| 9  | Заря                    | посёлок | Получено слишком много сущностей из Викиданные. Количество загруженных сущностей: 500/500. |
| 10 | Измайлово               | деревня | Получено слишком много сущностей из Викиданные. Количество загруженных сущностей: 500/500. |
| 11 | Интернациональный       | посёлок | Получено слишком много сущностей из Викиданные. Количество загруженных сущностей: 500/500. |
| 12 | Камышла                 | посёлок | Получено слишком много сущностей из Викиданные. Количество загруженных сущностей: 500/500. |
| 13 | Кинельский              | посёлок | Получено слишком много сущностей из Викиданные. Количество загруженных сущностей: 500/500. |
| 14 | Красная Поляна          | посёлок | Получено слишком много сущностей из Викиданные. Количество загруженных сущностей: 500/500. |
| 15 | Красные Ключи           | деревня | Получено слишком много сущностей из Викиданные. Количество загруженных сущностей: 500/500. |
| 16 | Кузькино                | село    | Получено слишком много сущностей из Викиданные. Количество загруженных сущностей: 500/500. |
| 17 | Кузьминовка             | деревня | Получено слишком много сущностей из Викиданные. Количество загруженных сущностей: 500/500. |
| 18 | Кульчум                 | село    | Получено слишком много сущностей из Викиданные. Количество загруженных сущностей: 500/500. |
| 19 | Матвеевка               | село    | Получено слишком много сущностей из Викиданные. Количество загруженных сущностей: 500/500. |
| 20 | Натальино               | село    | Получено слишком много сущностей из Викиданные. Количество загруженных сущностей: 500/500. |
| 21 | Нижненовокутлумбетьево  | деревня | Получено слишком много сущностей из Викиданные. Количество загруженных сущностей: 500/500. |
| 22 | Новоаширово             | село    | Получено слишком много сущностей из Викиданные. Количество загруженных сущностей: 500/500. |
| 23 | Новожедрино             | село    | Получено слишком много сущностей из Викиданные. Количество загруженных сущностей: 500/500. |
| 24 | Новопетровка            | село    | Получено слишком много сущностей из Викиданные. Количество загруженных сущностей: 500/500. |
| 25 | Новоспасское            | село    | Получено слишком много сущностей из Викиданные. Количество загруженных сущностей: 500/500. |
| 26 | Новоузели               | село    | Получено слишком много сущностей из Викиданные. Количество загруженных сущностей: 500/500. |
| 27 | Отборовка               | посёлок | Получено слишком много сущностей из Викиданные. Количество загруженных сущностей: 500/500. |
| 28 | Пролетаровка            | посёлок | Получено слишком много сущностей из Викиданные. Количество загруженных сущностей: 500/500. |
| 29 | Радовка                 | посёлок | Получено слишком много сущностей из Викиданные. Количество загруженных сущностей: 500/500. |
| 30 | Садак                   | посёлок | Получено слишком много сущностей из Викиданные. Количество загруженных сущностей: 500/500. |
| 31 | Сарай-Гир               | село    | Получено слишком много сущностей из Викиданные. Количество загруженных сущностей: 500/500. |
| 32 | Староаширово            | село    | Получено слишком много сущностей из Викиданные. Количество загруженных сущностей: 500/500. |
| 33 | Старокутлумбетьево      | село    | Получено слишком много сущностей из Викиданные. Количество загруженных сущностей: 500/500. |
| 34 | Староякупово            | село    | Получено слишком много сущностей из Викиданные. Количество загруженных сущностей: 500/500. |
| 35 | Тимошкино               | село    | Получено слишком много сущностей из Викиданные. Количество загруженных сущностей: 500/500. |

### Новоорский
наверх к оглавлению
| №  | Населённый пункт                         | Тип     | Население                                                                                  |
| -- | ---------------------------------------- | ------- | ------------------------------------------------------------------------------------------ |
| 1  | 216 км                                   | разъезд | Получено слишком много сущностей из Викиданные. Количество загруженных сущностей: 500/500. |
| 2  | Большестепное                            | село    | Получено слишком много сущностей из Викиданные. Количество загруженных сущностей: 500/500. |
| 3  | Будамша                                  | село    | Получено слишком много сущностей из Викиданные. Количество загруженных сущностей: 500/500. |
| 4  | Горьковское                              | село    | Получено слишком много сущностей из Викиданные. Количество загруженных сущностей: 500/500. |
| 5  | Гранитный                                | посёлок | Получено слишком много сущностей из Викиданные. Количество загруженных сущностей: 500/500. |
| 6  | Добровольское                            | село    | Получено слишком много сущностей из Викиданные. Количество загруженных сущностей: 500/500. |
| 7  | Закумачное                               | село    | Получено слишком много сущностей из Викиданные. Количество загруженных сущностей: 500/500. |
| 8  | Заморское                                | село    | Получено слишком много сущностей из Викиданные. Количество загруженных сущностей: 500/500. |
| 9  | Караганка                                | село    | Получено слишком много сущностей из Викиданные. Количество загруженных сущностей: 500/500. |
| 10 | Красноуральск                            | село    | Получено слишком много сущностей из Викиданные. Количество загруженных сущностей: 500/500. |
| 11 | Кумак                                    | село    | Получено слишком много сущностей из Викиданные. Количество загруженных сущностей: 500/500. |
| 12 | Кумакская                                | станция | Получено слишком много сущностей из Викиданные. Количество загруженных сущностей: 500/500. |
| 13 | Лужки                                    | село    | Получено слишком много сущностей из Викиданные. Количество загруженных сущностей: 500/500. |
| 14 | Можаровка                                | село    | Получено слишком много сущностей из Викиданные. Количество загруженных сущностей: 500/500. |
| 15 | Новоорск                                 | посёлок | Получено слишком много сущностей из Викиданные. Количество загруженных сущностей: 500/500. |
| 16 | Новосевастополь                          | село    | Получено слишком много сущностей из Викиданные. Количество загруженных сущностей: 500/500. |
| 17 | Плодовое                                 | село    | Получено слишком много сущностей из Викиданные. Количество загруженных сущностей: 500/500. |
| 18 | Скалистое                                | село    | Получено слишком много сущностей из Викиданные. Количество загруженных сущностей: 500/500. |
| 19 | Тасбулак                                 | село    | Получено слишком много сущностей из Викиданные. Количество загруженных сущностей: 500/500. |
| 20 | Центральная Усадьба совхоза «Новоорский» | село    | Получено слишком много сущностей из Викиданные. Количество загруженных сущностей: 500/500. |
| 21 | Чапаевка                                 | село    | Получено слишком много сущностей из Викиданные. Количество загруженных сущностей: 500/500. |
| 22 | Чиликта                                  | село    | Получено слишком много сущностей из Викиданные. Количество загруженных сущностей: 500/500. |
| 23 | Энергетик                                | посёлок | Получено слишком много сущностей из Викиданные. Количество загруженных сущностей: 500/500. |

### Новосергиевский
наверх к оглавлению
| №  | Населённый пункт    | Тип     | Население                                                                                  |
| -- | ------------------- | ------- | ------------------------------------------------------------------------------------------ |
| 1  | 9 км                | разъезд | Получено слишком много сущностей из Викиданные. Количество загруженных сущностей: 500/500. |
| 2  | Александровка       | село    | Получено слишком много сущностей из Викиданные. Количество загруженных сущностей: 500/500. |
| 3  | Ахмерово            | село    | Получено слишком много сущностей из Викиданные. Количество загруженных сущностей: 500/500. |
| 4  | Балейка             | село    | Получено слишком много сущностей из Викиданные. Количество загруженных сущностей: 500/500. |
| 5  | Барабановка         | село    | Получено слишком много сущностей из Викиданные. Количество загруженных сущностей: 500/500. |
| 6  | Барышников          | хутор   | Получено слишком много сущностей из Викиданные. Количество загруженных сущностей: 500/500. |
| 7  | Берестовка          | село    | Получено слишком много сущностей из Викиданные. Количество загруженных сущностей: 500/500. |
| 8  | Боголюбовка         | село    | Получено слишком много сущностей из Викиданные. Количество загруженных сущностей: 500/500. |
| 9  | Варшавка            | село    | Получено слишком много сущностей из Викиданные. Количество загруженных сущностей: 500/500. |
| 10 | Васильевка          | село    | Получено слишком много сущностей из Викиданные. Количество загруженных сущностей: 500/500. |
| 11 | Верхняя Платовка    | село    | Получено слишком много сущностей из Викиданные. Количество загруженных сущностей: 500/500. |
| 12 | Волостновка         | село    | Получено слишком много сущностей из Викиданные. Количество загруженных сущностей: 500/500. |
| 13 | Герасимовка         | село    | Получено слишком много сущностей из Викиданные. Количество загруженных сущностей: 500/500. |
| 14 | Горный              | посёлок | Получено слишком много сущностей из Викиданные. Количество загруженных сущностей: 500/500. |
| 15 | Губовский           | посёлок | Получено слишком много сущностей из Викиданные. Количество загруженных сущностей: 500/500. |
| 16 | Дедово              | село    | Получено слишком много сущностей из Викиданные. Количество загруженных сущностей: 500/500. |
| 17 | Дубовая Роща        | село    | Получено слишком много сущностей из Викиданные. Количество загруженных сущностей: 500/500. |
| 18 | Землянка            | село    | Получено слишком много сущностей из Викиданные. Количество загруженных сущностей: 500/500. |
| 19 | Измайловка          | село    | Получено слишком много сущностей из Викиданные. Количество загруженных сущностей: 500/500. |
| 20 | Казарма 1404 км     | хутор   | Получено слишком много сущностей из Викиданные. Количество загруженных сущностей: 500/500. |
| 21 | Камышка             | село    | Получено слишком много сущностей из Викиданные. Количество загруженных сущностей: 500/500. |
| 22 | Караяр              | село    | Получено слишком много сущностей из Викиданные. Количество загруженных сущностей: 500/500. |
| 23 | Киндельский         | посёлок | Получено слишком много сущностей из Викиданные. Количество загруженных сущностей: 500/500. |
| 24 | Ключ                | посёлок | Получено слишком много сущностей из Викиданные. Количество загруженных сущностей: 500/500. |
| 25 | Ключёвка            | село    | Получено слишком много сущностей из Викиданные. Количество загруженных сущностей: 500/500. |
| 26 | Кодяковка           | село    | Получено слишком много сущностей из Викиданные. Количество загруженных сущностей: 500/500. |
| 27 | Козловка            | село    | Получено слишком много сущностей из Викиданные. Количество загруженных сущностей: 500/500. |
| 28 | Красная Поляна      | посёлок | Получено слишком много сущностей из Викиданные. Количество загруженных сущностей: 500/500. |
| 29 | Красноглинный       | посёлок | Получено слишком много сущностей из Викиданные. Количество загруженных сущностей: 500/500. |
| 30 | Кувай               | село    | Получено слишком много сущностей из Викиданные. Количество загруженных сущностей: 500/500. |
| 31 | Кулагино            | село    | Получено слишком много сущностей из Викиданные. Количество загруженных сущностей: 500/500. |
| 32 | Кутуш               | село    | Получено слишком много сущностей из Викиданные. Количество загруженных сущностей: 500/500. |
| 33 | Лапаз               | село    | Получено слишком много сущностей из Викиданные. Количество загруженных сущностей: 500/500. |
| 34 | Лебяжка             | село    | Получено слишком много сущностей из Викиданные. Количество загруженных сущностей: 500/500. |
| 35 | Малахово            | посёлок | Получено слишком много сущностей из Викиданные. Количество загруженных сущностей: 500/500. |
| 36 | Миролюбовка         | село    | Получено слишком много сущностей из Викиданные. Количество загруженных сущностей: 500/500. |
| 37 | Мрясово             | село    | Получено слишком много сущностей из Викиданные. Количество загруженных сущностей: 500/500. |
| 38 | Мустаево            | село    | Получено слишком много сущностей из Викиданные. Количество загруженных сущностей: 500/500. |
| 39 | Нагорный            | посёлок | Получено слишком много сущностей из Викиданные. Количество загруженных сущностей: 500/500. |
| 40 | Нестеровка          | село    | Получено слишком много сущностей из Викиданные. Количество загруженных сущностей: 500/500. |
| 41 | Нижний Кунакбай     | посёлок | Получено слишком много сущностей из Викиданные. Количество загруженных сущностей: 500/500. |
| 42 | Новоахмерово        | село    | Получено слишком много сущностей из Викиданные. Количество загруженных сущностей: 500/500. |
| 43 | Новокинделька       | село    | Получено слишком много сущностей из Викиданные. Количество загруженных сущностей: 500/500. |
| 44 | Новородниковка      | село    | Получено слишком много сущностей из Викиданные. Количество загруженных сущностей: 500/500. |
| 45 | Новосергиевка       | посёлок | Получено слишком много сущностей из Викиданные. Количество загруженных сущностей: 500/500. |
| 46 | Отрожный            | посёлок | Получено слишком много сущностей из Викиданные. Количество загруженных сущностей: 500/500. |
| 47 | Платовка            | село    | Получено слишком много сущностей из Викиданные. Количество загруженных сущностей: 500/500. |
| 48 | Платовка            | станция | Получено слишком много сущностей из Викиданные. Количество загруженных сущностей: 500/500. |
| 49 | Платовский Элеватор | село    | Получено слишком много сущностей из Викиданные. Количество загруженных сущностей: 500/500. |
| 50 | Плодородный         | посёлок | Получено слишком много сущностей из Викиданные. Количество загруженных сущностей: 500/500. |
| 51 | Покровка            | село    | Получено слишком много сущностей из Викиданные. Количество загруженных сущностей: 500/500. |
| 52 | Привольный          | посёлок | Получено слишком много сущностей из Викиданные. Количество загруженных сущностей: 500/500. |
| 53 | Приуранка           | село    | Получено слишком много сущностей из Викиданные. Количество загруженных сущностей: 500/500. |
| 54 | Ржавка              | село    | Получено слишком много сущностей из Викиданные. Количество загруженных сущностей: 500/500. |
| 55 | Родниковое Озеро    | посёлок | Получено слишком много сущностей из Викиданные. Количество загруженных сущностей: 500/500. |
| 56 | Роптанка            | село    | Получено слишком много сущностей из Викиданные. Количество загруженных сущностей: 500/500. |
| 57 | Ростошь             | посёлок | Получено слишком много сущностей из Викиданные. Количество загруженных сущностей: 500/500. |
| 58 | Рыбкино             | село    | Получено слишком много сущностей из Викиданные. Количество загруженных сущностей: 500/500. |
| 59 | Среднеуранский      | посёлок | Получено слишком много сущностей из Викиданные. Количество загруженных сущностей: 500/500. |
| 60 | Старобелогорка      | село    | Получено слишком много сущностей из Викиданные. Количество загруженных сущностей: 500/500. |
| 61 | Старогумирово       | село    | Получено слишком много сущностей из Викиданные. Количество загруженных сущностей: 500/500. |
| 62 | Степной Маяк        | посёлок | Получено слишком много сущностей из Викиданные. Количество загруженных сущностей: 500/500. |
| 63 | Судьбодаровка       | село    | Получено слишком много сущностей из Викиданные. Количество загруженных сущностей: 500/500. |
| 64 | Сузаново            | село    | Получено слишком много сущностей из Викиданные. Количество загруженных сущностей: 500/500. |
| 65 | Хлебовка            | посёлок | Получено слишком много сущностей из Викиданные. Количество загруженных сущностей: 500/500. |
| 66 | Хуторка             | село    | Получено слишком много сущностей из Викиданные. Количество загруженных сущностей: 500/500. |
| 67 | Черепаново          | село    | Получено слишком много сущностей из Викиданные. Количество загруженных сущностей: 500/500. |
| 68 | Ягодный             | посёлок | Получено слишком много сущностей из Викиданные. Количество загруженных сущностей: 500/500. |
| 69 | Ясногорский         | посёлок | Получено слишком много сущностей из Викиданные. Количество загруженных сущностей: 500/500. |

### Октябрьский
наверх к оглавлению
| №  | Населённый пункт  | Тип     | Население                                                                                  |
| -- | ----------------- | ------- | ------------------------------------------------------------------------------------------ |
| 1  | Анатольевка       | село    | Получено слишком много сущностей из Викиданные. Количество загруженных сущностей: 500/500. |
| 2  | Белозёрка         | село    | Получено слишком много сущностей из Викиданные. Количество загруженных сущностей: 500/500. |
| 3  | Биккулово         | село    | Получено слишком много сущностей из Викиданные. Количество загруженных сущностей: 500/500. |
| 4  | Бригада 8         | хутор   | Получено слишком много сущностей из Викиданные. Количество загруженных сущностей: 500/500. |
| 5  | Броды             | посёлок | Получено слишком много сущностей из Викиданные. Количество загруженных сущностей: 500/500. |
| 6  | Буланово          | село    | Получено слишком много сущностей из Викиданные. Количество загруженных сущностей: 500/500. |
| 7  | Васильевка        | село    | Получено слишком много сущностей из Викиданные. Количество загруженных сущностей: 500/500. |
| 8  | Верхний Гумбет    | село    | Получено слишком много сущностей из Викиданные. Количество загруженных сущностей: 500/500. |
| 9  | Взгорье           | посёлок | Получено слишком много сущностей из Викиданные. Количество загруженных сущностей: 500/500. |
| 10 | Воскресеновка     | село    | Получено слишком много сущностей из Викиданные. Количество загруженных сущностей: 500/500. |
| 11 | Второе Имангулово | село    | Получено слишком много сущностей из Викиданные. Количество загруженных сущностей: 500/500. |
| 12 | Зелёный Дол       | посёлок | Получено слишком много сущностей из Викиданные. Количество загруженных сущностей: 500/500. |
| 13 | Ивановка          | село    | Получено слишком много сущностей из Викиданные. Количество загруженных сущностей: 500/500. |
| 14 | Ильинка           | село    | Получено слишком много сущностей из Викиданные. Количество загруженных сущностей: 500/500. |
| 15 | Каменка           | село    | Получено слишком много сущностей из Викиданные. Количество загруженных сущностей: 500/500. |
| 16 | Кожевников        | хутор   | Получено слишком много сущностей из Викиданные. Количество загруженных сущностей: 500/500. |
| 17 | Комиссарово       | село    | Получено слишком много сущностей из Викиданные. Количество загруженных сущностей: 500/500. |
| 18 | Краснооктябрьский | посёлок | Получено слишком много сущностей из Викиданные. Количество загруженных сущностей: 500/500. |
| 19 | Красный Пахарь    | хутор   | Получено слишком много сущностей из Викиданные. Количество загруженных сущностей: 500/500. |
| 20 | Кузьминовка       | село    | Получено слишком много сущностей из Викиданные. Количество загруженных сущностей: 500/500. |
| 21 | Людвиновка        | село    | Получено слишком много сущностей из Викиданные. Количество загруженных сущностей: 500/500. |
| 22 | Максимовский      | хутор   | Получено слишком много сущностей из Викиданные. Количество загруженных сущностей: 500/500. |
| 23 | Мананников        | хутор   | Получено слишком много сущностей из Викиданные. Количество загруженных сущностей: 500/500. |
| 24 | Марьевка          | село    | Получено слишком много сущностей из Викиданные. Количество загруженных сущностей: 500/500. |
| 25 | Междугорный       | посёлок | Получено слишком много сущностей из Викиданные. Количество загруженных сущностей: 500/500. |
| 26 | Михайловка        | село    | Получено слишком много сущностей из Викиданные. Количество загруженных сущностей: 500/500. |
| 27 | Михайловский      | посёлок | Получено слишком много сущностей из Викиданные. Количество загруженных сущностей: 500/500. |
| 28 | Морозовский       | хутор   | Получено слишком много сущностей из Викиданные. Количество загруженных сущностей: 500/500. |
| 29 | Нижний Гумбет     | село    | Получено слишком много сущностей из Викиданные. Количество загруженных сущностей: 500/500. |
| 30 | Новенький         | хутор   | Получено слишком много сущностей из Викиданные. Количество загруженных сущностей: 500/500. |
| 31 | Новобиккулово     | село    | Получено слишком много сущностей из Викиданные. Количество загруженных сущностей: 500/500. |
| 32 | Новоникитино      | село    | Получено слишком много сущностей из Викиданные. Количество загруженных сущностей: 500/500. |
| 33 | Новотроицкое      | село    | Получено слишком много сущностей из Викиданные. Количество загруженных сущностей: 500/500. |
| 34 | Октябрьское       | село    | Получено слишком много сущностей из Викиданные. Количество загруженных сущностей: 500/500. |
| 35 | Первое Имангулово | село    | Получено слишком много сущностей из Викиданные. Количество загруженных сущностей: 500/500. |
| 36 | Петровка          | село    | Получено слишком много сущностей из Викиданные. Количество загруженных сущностей: 500/500. |
| 37 | Портнов           | село    | Получено слишком много сущностей из Викиданные. Количество загруженных сущностей: 500/500. |
| 38 | Российский        | посёлок | Получено слишком много сущностей из Викиданные. Количество загруженных сущностей: 500/500. |
| 39 | Салмыш            | посёлок | Получено слишком много сущностей из Викиданные. Количество загруженных сущностей: 500/500. |
| 40 | Саргул            | хутор   | Получено слишком много сущностей из Викиданные. Количество загруженных сущностей: 500/500. |
| 41 | Сенцовка          | село    | Получено слишком много сущностей из Викиданные. Количество загруженных сущностей: 500/500. |
| 42 | Токари            | хутор   | Получено слишком много сущностей из Викиданные. Количество загруженных сущностей: 500/500. |
| 43 | Уранбаш           | посёлок | Получено слишком много сущностей из Викиданные. Количество загруженных сущностей: 500/500. |
| 44 | Успенка           | село    | Получено слишком много сущностей из Викиданные. Количество загруженных сущностей: 500/500. |
| 45 | Фёдоровский       | хутор   | Получено слишком много сущностей из Викиданные. Количество загруженных сущностей: 500/500. |
| 46 | Шестимирский      | посёлок | Получено слишком много сущностей из Викиданные. Количество загруженных сущностей: 500/500. |

### Оренбургский
наверх к оглавлению
| №  | Населённый пункт            | Тип          | Население                                                                                  |
| -- | --------------------------- | ------------ | ------------------------------------------------------------------------------------------ |
| 1  | 1506 км                     | разъезд      | Получено слишком много сущностей из Викиданные. Количество загруженных сущностей: 500/500. |
| 2  | 17 км                       | разъезд      | Получено слишком много сущностей из Викиданные. Количество загруженных сущностей: 500/500. |
| 3  | 19 км                       | разъезд      | Получено слишком много сущностей из Викиданные. Количество загруженных сущностей: 500/500. |
| 4  | № 20                        | ж.д. разъезд | Получено слишком много сущностей из Викиданные. Количество загруженных сущностей: 500/500. |
| 5  | Архангеловка                | село         | Получено слишком много сущностей из Викиданные. Количество загруженных сущностей: 500/500. |
| 6  | Аэропорт                    | посёлок      | Получено слишком много сущностей из Викиданные. Количество загруженных сущностей: 500/500. |
| 7  | Бакалка                     | посёлок      | Получено слишком много сущностей из Викиданные. Количество загруженных сущностей: 500/500. |
| 8  | Беленовка                   | село         | Получено слишком много сущностей из Викиданные. Количество загруженных сущностей: 500/500. |
| 9  | Береговой                   | посёлок      | Получено слишком много сущностей из Викиданные. Количество загруженных сущностей: 500/500. |
| 10 | Благословенка               | село         | Получено слишком много сущностей из Викиданные. Количество загруженных сущностей: 500/500. |
| 11 | Благословенское Лесничество | посёлок      | Получено слишком много сущностей из Викиданные. Количество загруженных сущностей: 500/500. |
| 12 | Бродецкое                   | село         | Получено слишком много сущностей из Викиданные. Количество загруженных сущностей: 500/500. |
| 13 | Былинный                    | посёлок      | Получено слишком много сущностей из Викиданные. Количество загруженных сущностей: 500/500. |
| 14 | Весенний                    | посёлок      | Получено слишком много сущностей из Викиданные. Количество загруженных сущностей: 500/500. |
| 15 | Воскресеновка               | село         | Получено слишком много сущностей из Викиданные. Количество загруженных сущностей: 500/500. |
| 16 | Всходы                      | посёлок      | Получено слишком много сущностей из Викиданные. Количество загруженных сущностей: 500/500. |
| 17 | Вязовка                     | село         | Получено слишком много сущностей из Викиданные. Количество загруженных сущностей: 500/500. |
| 18 | Горный                      | посёлок      | Получено слишком много сущностей из Викиданные. Количество загруженных сущностей: 500/500. |
| 19 | Дедуровка                   | село         | Получено слишком много сущностей из Викиданные. Количество загруженных сущностей: 500/500. |
| 20 | Джеланды                    | посёлок      | Получено слишком много сущностей из Викиданные. Количество загруженных сущностей: 500/500. |
| 21 | Западный                    | посёлок      | Получено слишком много сущностей из Викиданные. Количество загруженных сущностей: 500/500. |
| 22 | Зауральный                  | посёлок      | Получено слишком много сущностей из Викиданные. Количество загруженных сущностей: 500/500. |
| 23 | Зубаревка                   | село         | Получено слишком много сущностей из Викиданные. Количество загруженных сущностей: 500/500. |
| 24 | Ивановка                    | село         | Получено слишком много сущностей из Викиданные. Количество загруженных сущностей: 500/500. |
| 25 | имени 9 Января              | село         | Получено слишком много сущностей из Викиданные. Количество загруженных сущностей: 500/500. |
| 26 | Казачий                     | хутор        | Получено слишком много сущностей из Викиданные. Количество загруженных сущностей: 500/500. |
| 27 | Каменноозёрное              | село         | Получено слишком много сущностей из Викиданные. Количество загруженных сущностей: 500/500. |
| 28 | Караванный                  | посёлок      | Получено слишком много сущностей из Викиданные. Количество загруженных сущностей: 500/500. |
| 29 | Комсомольское Лесничество   | посёлок      | Получено слишком много сущностей из Викиданные. Количество загруженных сущностей: 500/500. |
| 30 | Красная Поляна              | хутор        | Получено слишком много сущностей из Викиданные. Количество загруженных сущностей: 500/500. |
| 31 | Ленина                      | посёлок      | Получено слишком много сущностей из Викиданные. Количество загруженных сущностей: 500/500. |
| 32 | Лесничество                 | посёлок      | Получено слишком много сущностей из Викиданные. Количество загруженных сущностей: 500/500. |
| 33 | Мазуровка                   | село         | Получено слишком много сущностей из Викиданные. Количество загруженных сущностей: 500/500. |
| 34 | Медовка                     | хутор        | Получено слишком много сущностей из Викиданные. Количество загруженных сущностей: 500/500. |
| 35 | Мирный Путь                 | посёлок      | Получено слишком много сущностей из Викиданные. Количество загруженных сущностей: 500/500. |
| 36 | Нежинка                     | село         | Получено слишком много сущностей из Викиданные. Количество загруженных сущностей: 500/500. |
| 37 | Нижнепавловские Лагеря      | деревня      | Получено слишком много сущностей из Викиданные. Количество загруженных сущностей: 500/500. |
| 38 | Нижняя Павловка             | село         | Получено слишком много сущностей из Викиданные. Количество загруженных сущностей: 500/500. |
| 39 | Никольское                  | село         | Получено слишком много сущностей из Викиданные. Количество загруженных сущностей: 500/500. |
| 40 | Павловка                    | село         | Получено слишком много сущностей из Викиданные. Количество загруженных сущностей: 500/500. |
| 41 | Паника                      | село         | Получено слишком много сущностей из Викиданные. Количество загруженных сущностей: 500/500. |
| 42 | Панкратовский               | хутор        | Получено слишком много сущностей из Викиданные. Количество загруженных сущностей: 500/500. |
| 43 | Первомайский                | посёлок      | Получено слишком много сущностей из Викиданные. Количество загруженных сущностей: 500/500. |
| 44 | Подгородняя Покровка        | село         | Получено слишком много сущностей из Викиданные. Количество загруженных сущностей: 500/500. |
| 45 | Пречистинка                 | село         | Получено слишком много сущностей из Викиданные. Количество загруженных сущностей: 500/500. |
| 46 | Пригородный                 | посёлок      | Получено слишком много сущностей из Викиданные. Количество загруженных сущностей: 500/500. |
| 47 | Приуральский                | посёлок      | Получено слишком много сущностей из Викиданные. Количество загруженных сущностей: 500/500. |
| 48 | Приютово                    | село         | Получено слишком много сущностей из Викиданные. Количество загруженных сущностей: 500/500. |
| 49 | Пугачёвский                 | посёлок      | Получено слишком много сущностей из Викиданные. Количество загруженных сущностей: 500/500. |
| 50 | Репино                      | село         | Получено слишком много сущностей из Викиданные. Количество загруженных сущностей: 500/500. |
| 51 | Светлогорка                 | посёлок      | Получено слишком много сущностей из Викиданные. Количество загруженных сущностей: 500/500. |
| 52 | Сергиевка                   | село         | Получено слишком много сущностей из Викиданные. Количество загруженных сущностей: 500/500. |
| 53 | Соловьёвка                  | посёлок      | Получено слишком много сущностей из Викиданные. Количество загруженных сущностей: 500/500. |
| 54 | Старица                     | село         | Получено слишком много сущностей из Викиданные. Количество загруженных сущностей: 500/500. |
| 55 | Степановский                | хутор        | Получено слишком много сущностей из Викиданные. Количество загруженных сущностей: 500/500. |
| 56 | Струково                    | село         | Получено слишком много сущностей из Викиданные. Количество загруженных сущностей: 500/500. |
| 57 | Узловой                     | посёлок      | Получено слишком много сущностей из Викиданные. Количество загруженных сущностей: 500/500. |
| 58 | Херсоновка                  | хутор        | Получено слишком много сущностей из Викиданные. Количество загруженных сущностей: 500/500. |
| 59 | Цветная Пустошь             | село         | Получено слишком много сущностей из Викиданные. Количество загруженных сущностей: 500/500. |
| 60 | Чебеньки                    | посёлок      | Получено слишком много сущностей из Викиданные. Количество загруженных сущностей: 500/500. |
| 61 | Черноречье                  | село         | Получено слишком много сущностей из Викиданные. Количество загруженных сущностей: 500/500. |
| 62 | Чистый                      | посёлок      | Получено слишком много сущностей из Викиданные. Количество загруженных сущностей: 500/500. |
| 63 | Чкалов                      | посёлок      | Получено слишком много сущностей из Викиданные. Количество загруженных сущностей: 500/500. |
| 64 | Чулошников                  | хутор        | Получено слишком много сущностей из Викиданные. Количество загруженных сущностей: 500/500. |
| 65 | Экспериментальный           | посёлок      | Получено слишком много сущностей из Викиданные. Количество загруженных сущностей: 500/500. |
| 66 | Южный Урал                  | село         | Получено слишком много сущностей из Викиданные. Количество загруженных сущностей: 500/500. |
| 67 | Юный                        | посёлок      | Получено слишком много сущностей из Викиданные. Количество загруженных сущностей: 500/500. |
| 68 | Яровой                      | посёлок      | Получено слишком много сущностей из Викиданные. Количество загруженных сущностей: 500/500. |

### Первомайский
наверх к оглавлению
| №  | Населённый пункт | Тип     | Население                                                                                  |
| -- | ---------------- | ------- | ------------------------------------------------------------------------------------------ |
| 1  | Бакаушин         | посёлок | Получено слишком много сущностей из Викиданные. Количество загруженных сущностей: 500/500. |
| 2  | Балабанка        | посёлок | Получено слишком много сущностей из Викиданные. Количество загруженных сущностей: 500/500. |
| 3  | Башкировка       | посёлок | Получено слишком много сущностей из Викиданные. Количество загруженных сущностей: 500/500. |
| 4  | Большепрудный    | посёлок | Получено слишком много сущностей из Викиданные. Количество загруженных сущностей: 500/500. |
| 5  | Большой Зайкин   | посёлок | Получено слишком много сущностей из Викиданные. Количество загруженных сущностей: 500/500. |
| 6  | Вербовый Сырт    | посёлок | Получено слишком много сущностей из Викиданные. Количество загруженных сущностей: 500/500. |
| 7  | Веснянка         | посёлок | Получено слишком много сущностей из Викиданные. Количество загруженных сущностей: 500/500. |
| 8  | Ветёлки          | посёлок | Получено слишком много сущностей из Викиданные. Количество загруженных сущностей: 500/500. |
| 9  | Володарский      | посёлок | Получено слишком много сущностей из Викиданные. Количество загруженных сущностей: 500/500. |
| 10 | Долинный         | посёлок | Получено слишком много сущностей из Викиданные. Количество загруженных сущностей: 500/500. |
| 11 | Дружный          | посёлок | Получено слишком много сущностей из Викиданные. Количество загруженных сущностей: 500/500. |
| 12 | Зарево           | посёлок | Получено слишком много сущностей из Викиданные. Количество загруженных сущностей: 500/500. |
| 13 | Зори             | посёлок | Получено слишком много сущностей из Викиданные. Количество загруженных сущностей: 500/500. |
| 14 | Источный         | посёлок | Получено слишком много сущностей из Викиданные. Количество загруженных сущностей: 500/500. |
| 15 | Каменное         | село    | Получено слишком много сущностей из Викиданные. Количество загруженных сущностей: 500/500. |
| 16 | Конное           | село    | Получено слишком много сущностей из Викиданные. Количество загруженных сущностей: 500/500. |
| 17 | Красное          | село    | Получено слишком много сущностей из Викиданные. Количество загруженных сущностей: 500/500. |
| 18 | Курлин           | посёлок | Получено слишком много сущностей из Викиданные. Количество загруженных сущностей: 500/500. |
| 19 | Лебедев          | посёлок | Получено слишком много сущностей из Викиданные. Количество загруженных сущностей: 500/500. |
| 20 | Ленинский        | посёлок | Получено слишком много сущностей из Викиданные. Количество загруженных сущностей: 500/500. |
| 21 | Лесопитомник     | посёлок | Получено слишком много сущностей из Викиданные. Количество загруженных сущностей: 500/500. |
| 22 | Луч              | посёлок | Получено слишком много сущностей из Викиданные. Количество загруженных сущностей: 500/500. |
| 23 | Ляшево           | посёлок | Получено слишком много сущностей из Викиданные. Количество загруженных сущностей: 500/500. |
| 24 | Маевка           | посёлок | Получено слишком много сущностей из Викиданные. Количество загруженных сущностей: 500/500. |
| 25 | Малочаганск      | посёлок | Получено слишком много сущностей из Викиданные. Количество загруженных сущностей: 500/500. |
| 26 | Малый Зайкин     | посёлок | Получено слишком много сущностей из Викиданные. Количество загруженных сущностей: 500/500. |
| 27 | Мансурово        | село    | Получено слишком много сущностей из Викиданные. Количество загруженных сущностей: 500/500. |
| 28 | Маштаков         | посёлок | Получено слишком много сущностей из Викиданные. Количество загруженных сущностей: 500/500. |
| 29 | Межевой          | посёлок | Получено слишком много сущностей из Викиданные. Количество загруженных сущностей: 500/500. |
| 30 | Мирошкино        | село    | Получено слишком много сущностей из Викиданные. Количество загруженных сущностей: 500/500. |
| 31 | Назаровка        | посёлок | Получено слишком много сущностей из Викиданные. Количество загруженных сущностей: 500/500. |
| 32 | Новая Жизнь      | посёлок | Получено слишком много сущностей из Викиданные. Количество загруженных сущностей: 500/500. |
| 33 | Новостройка      | посёлок | Получено слишком много сущностей из Викиданные. Количество загруженных сущностей: 500/500. |
| 34 | Озёрное          | село    | Получено слишком много сущностей из Викиданные. Количество загруженных сущностей: 500/500. |
| 35 | Осочный          | посёлок | Получено слишком много сущностей из Викиданные. Количество загруженных сущностей: 500/500. |
| 36 | Первомайский     | посёлок | Получено слишком много сущностей из Викиданные. Количество загруженных сущностей: 500/500. |
| 37 | Пономарёво       | посёлок | Получено слишком много сущностей из Викиданные. Количество загруженных сущностей: 500/500. |
| 38 | Приречный        | посёлок | Получено слишком много сущностей из Викиданные. Количество загруженных сущностей: 500/500. |
| 39 | Пруды            | посёлок | Получено слишком много сущностей из Викиданные. Количество загруженных сущностей: 500/500. |
| 40 | Пятилетка        | посёлок | Получено слишком много сущностей из Викиданные. Количество загруженных сущностей: 500/500. |
| 41 | Революционный    | посёлок | Получено слишком много сущностей из Викиданные. Количество загруженных сущностей: 500/500. |
| 42 | Рубежинский      | посёлок | Получено слишком много сущностей из Викиданные. Количество загруженных сущностей: 500/500. |
| 43 | Ручьёвка         | посёлок | Получено слишком много сущностей из Викиданные. Количество загруженных сущностей: 500/500. |
| 44 | Самаркин         | посёлок | Получено слишком много сущностей из Викиданные. Количество загруженных сущностей: 500/500. |
| 45 | Сергиевка        | село    | Получено слишком много сущностей из Викиданные. Количество загруженных сущностей: 500/500. |
| 46 | Соболево         | село    | Получено слишком много сущностей из Викиданные. Количество загруженных сущностей: 500/500. |
| 47 | Советское        | село    | Получено слишком много сущностей из Викиданные. Количество загруженных сущностей: 500/500. |
| 48 | Степнянка        | посёлок | Получено слишком много сущностей из Викиданные. Количество загруженных сущностей: 500/500. |
| 49 | Таловое          | село    | Получено слишком много сущностей из Викиданные. Количество загруженных сущностей: 500/500. |
| 50 | Тёплое           | село    | Получено слишком много сущностей из Викиданные. Количество загруженных сущностей: 500/500. |
| 51 | Тюльпан          | посёлок | Получено слишком много сущностей из Викиданные. Количество загруженных сущностей: 500/500. |
| 52 | Ударный          | посёлок | Получено слишком много сущностей из Викиданные. Количество загруженных сущностей: 500/500. |
| 53 | Уральский        | посёлок | Получено слишком много сущностей из Викиданные. Количество загруженных сущностей: 500/500. |
| 54 | Усов             | посёлок | Получено слишком много сущностей из Викиданные. Количество загруженных сущностей: 500/500. |
| 55 | Фурманов         | посёлок | Получено слишком много сущностей из Викиданные. Количество загруженных сущностей: 500/500. |
| 56 | Чапаевка         | посёлок | Получено слишком много сущностей из Викиданные. Количество загруженных сущностей: 500/500. |
| 57 | Шапошниково      | село    | Получено слишком много сущностей из Викиданные. Количество загруженных сущностей: 500/500. |
| 58 | Яганово          | посёлок | Получено слишком много сущностей из Викиданные. Количество загруженных сущностей: 500/500. |

### Переволоцкий
наверх к оглавлению
| №  | Населённый пункт          | Тип          | Население                                                                                  |
| -- | ------------------------- | ------------ | ------------------------------------------------------------------------------------------ |
| 1  | 12 км                     | разъезд      | Получено слишком много сущностей из Викиданные. Количество загруженных сущностей: 500/500. |
| 2  | 13 км                     | разъезд      | Получено слишком много сущностей из Викиданные. Количество загруженных сущностей: 500/500. |
| 3  | Абрамовка                 | село         | Получено слишком много сущностей из Викиданные. Количество загруженных сущностей: 500/500. |
| 4  | Адамовка                  | село         | Получено слишком много сущностей из Викиданные. Количество загруженных сущностей: 500/500. |
| 5  | Алексеевка                | село         | Получено слишком много сущностей из Викиданные. Количество загруженных сущностей: 500/500. |
| 6  | Алисово                   | село         | Получено слишком много сущностей из Викиданные. Количество загруженных сущностей: 500/500. |
| 7  | Алмала                    | село         | Получено слишком много сущностей из Викиданные. Количество загруженных сущностей: 500/500. |
| 8  | Араповка                  | хутор        | Получено слишком много сущностей из Викиданные. Количество загруженных сущностей: 500/500. |
| 9  | Верхний Кунакбай          | село         | Получено слишком много сущностей из Викиданные. Количество загруженных сущностей: 500/500. |
| 10 | Власовка                  | село         | Получено слишком много сущностей из Викиданные. Количество загруженных сущностей: 500/500. |
| 11 | Вязовка                   | хутор        | Получено слишком много сущностей из Викиданные. Количество загруженных сущностей: 500/500. |
| 12 | Габдрафиково              | село         | Получено слишком много сущностей из Викиданные. Количество загруженных сущностей: 500/500. |
| 13 | Долиновка                 | село         | Получено слишком много сущностей из Викиданные. Количество загруженных сущностей: 500/500. |
| 14 | Донецкое                  | село         | Получено слишком много сущностей из Викиданные. Количество загруженных сущностей: 500/500. |
| 15 | Зубочистка Вторая         | село         | Получено слишком много сущностей из Викиданные. Количество загруженных сущностей: 500/500. |
| 16 | Зубочистка Первая         | село         | Получено слишком много сущностей из Викиданные. Количество загруженных сущностей: 500/500. |
| 17 | Камышовка                 | село         | Получено слишком много сущностей из Викиданные. Количество загруженных сущностей: 500/500. |
| 18 | Капитоновка               | село         | Получено слишком много сущностей из Викиданные. Количество загруженных сущностей: 500/500. |
| 19 | Капитоновский Рыбоучасток | хутор        | Получено слишком много сущностей из Викиданные. Количество загруженных сущностей: 500/500. |
| 20 | Кариновка                 | село         | Получено слишком много сущностей из Викиданные. Количество загруженных сущностей: 500/500. |
| 21 | Кичкасс                   | село         | Получено слишком много сущностей из Викиданные. Количество загруженных сущностей: 500/500. |
| 22 | Краснополье               | село         | Получено слишком много сущностей из Викиданные. Количество загруженных сущностей: 500/500. |
| 23 | Кубанка                   | село         | Получено слишком много сущностей из Викиданные. Количество загруженных сущностей: 500/500. |
| 24 | Кутлумбетово              | село         | Получено слишком много сущностей из Викиданные. Количество загруженных сущностей: 500/500. |
| 25 | Мамалаевка                | село         | Получено слишком много сущностей из Викиданные. Количество загруженных сущностей: 500/500. |
| 26 | Новомихайловка            | село         | Получено слишком много сущностей из Викиданные. Количество загруженных сущностей: 500/500. |
| 27 | Переволоцкий              | посёлок      | Получено слишком много сущностей из Викиданные. Количество загруженных сущностей: 500/500. |
| 28 | Претория                  | село         | Получено слишком много сущностей из Викиданные. Количество загруженных сущностей: 500/500. |
| 29 | Пустошь-Адамовка          | хутор        | Получено слишком много сущностей из Викиданные. Количество загруженных сущностей: 500/500. |
| 30 | Радовка                   | село         | Получено слишком много сущностей из Викиданные. Количество загруженных сущностей: 500/500. |
| 31 | Родничное                 | село         | Получено слишком много сущностей из Викиданные. Количество загруженных сущностей: 500/500. |
| 32 | Родничный Дол             | село         | Получено слишком много сущностей из Викиданные. Количество загруженных сущностей: 500/500. |
| 33 | Рыжковка                  | село         | Получено слишком много сущностей из Викиданные. Количество загруженных сущностей: 500/500. |
| 34 | Рычковка                  | село         | Получено слишком много сущностей из Викиданные. Количество загруженных сущностей: 500/500. |
| 35 | Садовый                   | посёлок      | Получено слишком много сущностей из Викиданные. Количество загруженных сущностей: 500/500. |
| 36 | Самарский                 | хутор        | Получено слишком много сущностей из Викиданные. Количество загруженных сущностей: 500/500. |
| 37 | Сенное                    | село         | Получено слишком много сущностей из Викиданные. Количество загруженных сущностей: 500/500. |
| 38 | Степановка                | село         | Получено слишком много сущностей из Викиданные. Количество загруженных сущностей: 500/500. |
| 39 | Суворовка                 | село         | Получено слишком много сущностей из Викиданные. Количество загруженных сущностей: 500/500. |
| 40 | Судаковка                 | посёлок      | Получено слишком много сущностей из Викиданные. Количество загруженных сущностей: 500/500. |
| 41 | Сырт                      | ж.д. станция | Получено слишком много сущностей из Викиданные. Количество загруженных сущностей: 500/500. |
| 42 | Таращанка                 | хутор        | Получено слишком много сущностей из Викиданные. Количество загруженных сущностей: 500/500. |
| 43 | Татищево                  | село         | Получено слишком много сущностей из Викиданные. Количество загруженных сущностей: 500/500. |
| 44 | Филипповка                | село         | Получено слишком много сущностей из Викиданные. Количество загруженных сущностей: 500/500. |
| 45 | Чернозёрка                | село         | Получено слишком много сущностей из Викиданные. Количество загруженных сущностей: 500/500. |
| 46 | Чесноковка                | село         | Получено слишком много сущностей из Викиданные. Количество загруженных сущностей: 500/500. |
| 47 | Шуваловка                 | село         | Получено слишком много сущностей из Викиданные. Количество загруженных сущностей: 500/500. |
| 48 | Южный                     | хутор        | Получено слишком много сущностей из Викиданные. Количество загруженных сущностей: 500/500. |
| 49 | Япрынцево                 | село         | Получено слишком много сущностей из Викиданные. Количество загруженных сущностей: 500/500. |

### Пономарёвский
наверх к оглавлению
| №  | Населённый пункт | Тип     | Население                                                                                  |
| -- | ---------------- | ------- | ------------------------------------------------------------------------------------------ |
| 1  | Алексеевка       | село    | Получено слишком много сущностей из Викиданные. Количество загруженных сущностей: 500/500. |
| 2  | Алябьево         | село    | Получено слишком много сущностей из Викиданные. Количество загруженных сущностей: 500/500. |
| 3  | Беседино         | село    | Получено слишком много сущностей из Викиданные. Количество загруженных сущностей: 500/500. |
| 4  | Борисовка        | село    | Получено слишком много сущностей из Викиданные. Количество загруженных сущностей: 500/500. |
| 5  | Верхние Кузлы    | село    | Получено слишком много сущностей из Викиданные. Количество загруженных сущностей: 500/500. |
| 6  | Владимировка     | посёлок | Получено слишком много сущностей из Викиданные. Количество загруженных сущностей: 500/500. |
| 7  | Воздвиженка      | село    | Получено слишком много сущностей из Викиданные. Количество загруженных сущностей: 500/500. |
| 8  | Георгиевка       | посёлок | Получено слишком много сущностей из Викиданные. Количество загруженных сущностей: 500/500. |
| 9  | Грачёвка         | посёлок | Получено слишком много сущностей из Викиданные. Количество загруженных сущностей: 500/500. |
| 10 | Григорьевка      | посёлок | Получено слишком много сущностей из Викиданные. Количество загруженных сущностей: 500/500. |
| 11 | Дмитриевка       | деревня | Получено слишком много сущностей из Викиданные. Количество загруженных сущностей: 500/500. |
| 12 | Дюсьметьево      | село    | Получено слишком много сущностей из Викиданные. Количество загруженных сущностей: 500/500. |
| 13 | Ефремово-Зыково  | село    | Получено слишком много сущностей из Викиданные. Количество загруженных сущностей: 500/500. |
| 14 | Жатва            | посёлок | Получено слишком много сущностей из Викиданные. Количество загруженных сущностей: 500/500. |
| 15 | Ильиновка        | посёлок | Получено слишком много сущностей из Викиданные. Количество загруженных сущностей: 500/500. |
| 16 | Кирсаново        | село    | Получено слишком много сущностей из Викиданные. Количество загруженных сущностей: 500/500. |
| 17 | Ключёвка         | село    | Получено слишком много сущностей из Викиданные. Количество загруженных сущностей: 500/500. |
| 18 | Комиссаровка     | посёлок | Получено слишком много сущностей из Викиданные. Количество загруженных сущностей: 500/500. |
| 19 | Максимовка       | село    | Получено слишком много сущностей из Викиданные. Количество загруженных сущностей: 500/500. |
| 20 | Михайловка       | посёлок | Получено слишком много сущностей из Викиданные. Количество загруженных сущностей: 500/500. |
| 21 | Нариманово       | посёлок | Получено слишком много сущностей из Викиданные. Количество загруженных сущностей: 500/500. |
| 22 | Наурузово        | село    | Получено слишком много сущностей из Викиданные. Количество загруженных сущностей: 500/500. |
| 23 | Нижние Кузлы     | село    | Получено слишком много сущностей из Викиданные. Количество загруженных сущностей: 500/500. |
| 24 | Новобогородское  | село    | Получено слишком много сущностей из Викиданные. Количество загруженных сущностей: 500/500. |
| 25 | Петровка         | посёлок | Получено слишком много сущностей из Викиданные. Количество загруженных сущностей: 500/500. |
| 26 | Пономарёвка      | село    | Получено слишком много сущностей из Викиданные. Количество загруженных сущностей: 500/500. |
| 27 | Равнинный        | посёлок | Получено слишком много сущностей из Викиданные. Количество загруженных сущностей: 500/500. |
| 28 | Река Дёма        | посёлок | Получено слишком много сущностей из Викиданные. Количество загруженных сущностей: 500/500. |
| 29 | Романовка        | село    | Получено слишком много сущностей из Викиданные. Количество загруженных сущностей: 500/500. |
| 30 | Семёновка        | село    | Получено слишком много сущностей из Викиданные. Количество загруженных сущностей: 500/500. |
| 31 | Сорокино         | село    | Получено слишком много сущностей из Викиданные. Количество загруженных сущностей: 500/500. |
| 32 | Софиевка         | село    | Получено слишком много сущностей из Викиданные. Количество загруженных сущностей: 500/500. |
| 33 | Фадеевский       | посёлок | Получено слишком много сущностей из Викиданные. Количество загруженных сущностей: 500/500. |
| 34 | Чистополье       | посёлок | Получено слишком много сущностей из Викиданные. Количество загруженных сущностей: 500/500. |

### Сакмарский
наверх к оглавлению
| №  | Населённый пункт   | Тип     | Население                                                                                  |
| -- | ------------------ | ------- | ------------------------------------------------------------------------------------------ |
| 1  | 202 км             | разъезд | Получено слишком много сущностей из Викиданные. Количество загруженных сущностей: 500/500. |
| 2  | Андреевка          | село    | Получено слишком много сущностей из Викиданные. Количество загруженных сущностей: 500/500. |
| 3  | Архиповка          | село    | Получено слишком много сущностей из Викиданные. Количество загруженных сущностей: 500/500. |
| 4  | Беловка            | село    | Получено слишком много сущностей из Викиданные. Количество загруженных сущностей: 500/500. |
| 5  | Белоусовка         | село    | Получено слишком много сущностей из Викиданные. Количество загруженных сущностей: 500/500. |
| 6  | Верхние Чебеньки   | село    | Получено слишком много сущностей из Викиданные. Количество загруженных сущностей: 500/500. |
| 7  | Вознесенка         | село    | Получено слишком много сущностей из Викиданные. Количество загруженных сущностей: 500/500. |
| 8  | Вторая Григорьевка | село    | Получено слишком много сущностей из Викиданные. Количество загруженных сущностей: 500/500. |
| 9  | Гребени            | село    | Получено слишком много сущностей из Викиданные. Количество загруженных сущностей: 500/500. |
| 10 | Дворики            | село    | Получено слишком много сущностей из Викиданные. Количество загруженных сущностей: 500/500. |
| 11 | Дмитриевка         | село    | Получено слишком много сущностей из Викиданные. Количество загруженных сущностей: 500/500. |
| 12 | Донское            | село    | Получено слишком много сущностей из Викиданные. Количество загруженных сущностей: 500/500. |
| 13 | Егорьевка          | село    | Получено слишком много сущностей из Викиданные. Количество загруженных сущностей: 500/500. |
| 14 | Ерёминка           | село    | Получено слишком много сущностей из Викиданные. Количество загруженных сущностей: 500/500. |
| 15 | Жданово            | село    | Получено слишком много сущностей из Викиданные. Количество загруженных сущностей: 500/500. |
| 16 | Жилгородок         | посёлок | Получено слишком много сущностей из Викиданные. Количество загруженных сущностей: 500/500. |
| 17 | Известковое        | село    | Получено слишком много сущностей из Викиданные. Количество загруженных сущностей: 500/500. |
| 18 | Искра              | село    | Получено слишком много сущностей из Викиданные. Количество загруженных сущностей: 500/500. |
| 19 | Каменка            | село    | Получено слишком много сущностей из Викиданные. Количество загруженных сущностей: 500/500. |
| 20 | Красный Коммунар   | посёлок | Получено слишком много сущностей из Викиданные. Количество загруженных сущностей: 500/500. |
| 21 | Майорское          | село    | Получено слишком много сущностей из Викиданные. Количество загруженных сущностей: 500/500. |
| 22 | Марьевка           | село    | Получено слишком много сущностей из Викиданные. Количество загруженных сущностей: 500/500. |
| 23 | Марьевка           | село    | Получено слишком много сущностей из Викиданные. Количество загруженных сущностей: 500/500. |
| 24 | Михайловка         | село    | Получено слишком много сущностей из Викиданные. Количество загруженных сущностей: 500/500. |
| 25 | Нижние Чебеньки    | село    | Получено слишком много сущностей из Викиданные. Количество загруженных сущностей: 500/500. |
| 26 | Никольское         | село    | Получено слишком много сущностей из Викиданные. Количество загруженных сущностей: 500/500. |
| 27 | Новопавлоград      | село    | Получено слишком много сущностей из Викиданные. Количество загруженных сущностей: 500/500. |
| 28 | Орловка            | село    | Получено слишком много сущностей из Викиданные. Количество загруженных сущностей: 500/500. |
| 29 | Первая Григорьевка | село    | Получено слишком много сущностей из Викиданные. Количество загруженных сущностей: 500/500. |
| 30 | Первенец           | посёлок | Получено слишком много сущностей из Викиданные. Количество загруженных сущностей: 500/500. |
| 31 | Петропавловка      | село    | Получено слишком много сущностей из Викиданные. Количество загруженных сущностей: 500/500. |
| 32 | Раздольское        | село    | Получено слишком много сущностей из Викиданные. Количество загруженных сущностей: 500/500. |
| 33 | Роза Люксембург    | село    | Получено слишком много сущностей из Викиданные. Количество загруженных сущностей: 500/500. |
| 34 | Рыбхоз             | село    | Получено слишком много сущностей из Викиданные. Количество загруженных сущностей: 500/500. |
| 35 | Сакмара            | село    | Получено слишком много сущностей из Викиданные. Количество загруженных сущностей: 500/500. |
| 36 | Санково            | село    | Получено слишком много сущностей из Викиданные. Количество загруженных сущностей: 500/500. |
| 37 | Светлый            | посёлок | Получено слишком много сущностей из Викиданные. Количество загруженных сущностей: 500/500. |
| 38 | Северный           | посёлок | Получено слишком много сущностей из Викиданные. Количество загруженных сущностей: 500/500. |
| 39 | Сергеевка          | село    | Получено слишком много сущностей из Викиданные. Количество загруженных сущностей: 500/500. |
| 40 | Соколовское        | село    | Получено слишком много сущностей из Викиданные. Количество загруженных сущностей: 500/500. |
| 41 | Степные Огни       | село    | Получено слишком много сущностей из Викиданные. Количество загруженных сущностей: 500/500. |
| 42 | Татарская Каргала  | село    | Получено слишком много сущностей из Викиданные. Количество загруженных сущностей: 500/500. |
| 43 | Тимашево           | село    | Получено слишком много сущностей из Викиданные. Количество загруженных сущностей: 500/500. |
| 44 | Украинка           | село    | Получено слишком много сущностей из Викиданные. Количество загруженных сущностей: 500/500. |
| 45 | Херсонский         | посёлок | Получено слишком много сущностей из Викиданные. Количество загруженных сущностей: 500/500. |
| 46 | Чапаевское         | село    | Получено слишком много сущностей из Викиданные. Количество загруженных сущностей: 500/500. |
| 47 | Янгиз              | село    | Получено слишком много сущностей из Викиданные. Количество загруженных сущностей: 500/500. |

### Саракташский
наверх к оглавлению
| №  | Населённый пункт     | Тип     | Население                                                                                  |
| -- | -------------------- | ------- | ------------------------------------------------------------------------------------------ |
| 1  | Аблязово             | село    | Получено слишком много сущностей из Викиданные. Количество загруженных сущностей: 500/500. |
| 2  | Александровка        | село    | Получено слишком много сущностей из Викиданные. Количество загруженных сущностей: 500/500. |
| 3  | Андреевка            | село    | Получено слишком много сущностей из Викиданные. Количество загруженных сущностей: 500/500. |
| 4  | Биктимирово          | село    | Получено слишком много сущностей из Викиданные. Количество загруженных сущностей: 500/500. |
| 5  | Булгаково            | деревня | Получено слишком много сущностей из Викиданные. Количество загруженных сущностей: 500/500. |
| 6  | Бурунча              | село    | Получено слишком много сущностей из Викиданные. Количество загруженных сущностей: 500/500. |
| 7  | Васильевка           | село    | Получено слишком много сущностей из Викиданные. Количество загруженных сущностей: 500/500. |
| 8  | Верхняя Черноречка   | хутор   | Получено слишком много сущностей из Викиданные. Количество загруженных сущностей: 500/500. |
| 9  | Воздвиженка          | село    | Получено слишком много сущностей из Викиданные. Количество загруженных сущностей: 500/500. |
| 10 | Вторая Александровка | село    | Получено слишком много сущностей из Викиданные. Количество загруженных сущностей: 500/500. |
| 11 | Гавриловка           | село    | Получено слишком много сущностей из Викиданные. Количество загруженных сущностей: 500/500. |
| 12 | Гремучий             | посёлок | Получено слишком много сущностей из Викиданные. Количество загруженных сущностей: 500/500. |
| 13 | Екатериновка         | село    | Получено слишком много сущностей из Викиданные. Количество загруженных сущностей: 500/500. |
| 14 | Елшанка              | село    | Получено слишком много сущностей из Викиданные. Количество загруженных сущностей: 500/500. |
| 15 | Жёлтая               | станция | Получено слишком много сущностей из Викиданные. Количество загруженных сущностей: 500/500. |
| 16 | Жёлтое               | село    | Получено слишком много сущностей из Викиданные. Количество загруженных сущностей: 500/500. |
| 17 | Изяк-Никитино        | село    | Получено слишком много сущностей из Викиданные. Количество загруженных сущностей: 500/500. |
| 18 | Ирек                 | село    | Получено слишком много сущностей из Викиданные. Количество загруженных сущностей: 500/500. |
| 19 | Ислаевка             | деревня | Получено слишком много сущностей из Викиданные. Количество загруженных сущностей: 500/500. |
| 20 | Кабанкино            | село    | Получено слишком много сущностей из Викиданные. Количество загруженных сущностей: 500/500. |
| 21 | Каировка             | село    | Получено слишком много сущностей из Викиданные. Количество загруженных сущностей: 500/500. |
| 22 | Камышино             | село    | Получено слишком много сущностей из Викиданные. Количество загруженных сущностей: 500/500. |
| 23 | Карагузино           | село    | Получено слишком много сущностей из Викиданные. Количество загруженных сущностей: 500/500. |
| 24 | Ковыловка            | село    | Получено слишком много сущностей из Викиданные. Количество загруженных сущностей: 500/500. |
| 25 | Кондуровка           | село    | Получено слишком много сущностей из Викиданные. Количество загруженных сущностей: 500/500. |
| 26 | Кондуровка           | станция | Получено слишком много сущностей из Викиданные. Количество загруженных сущностей: 500/500. |
| 27 | Красногор            | село    | Получено слишком много сущностей из Викиданные. Количество загруженных сущностей: 500/500. |
| 28 | Кульчумово           | село    | Получено слишком много сущностей из Викиданные. Количество загруженных сущностей: 500/500. |
| 29 | Ладыгино             | деревня | Получено слишком много сущностей из Викиданные. Количество загруженных сущностей: 500/500. |
| 30 | Мальга               | село    | Получено слишком много сущностей из Викиданные. Количество загруженных сущностей: 500/500. |
| 31 | Надеждинка           | село    | Получено слишком много сущностей из Викиданные. Количество загруженных сущностей: 500/500. |
| 32 | Назаровка            | деревня | Получено слишком много сущностей из Викиданные. Количество загруженных сущностей: 500/500. |
| 33 | Нехорошевка          | деревня | Получено слишком много сущностей из Викиданные. Количество загруженных сущностей: 500/500. |
| 34 | Нижнеаскарово        | село    | Получено слишком много сущностей из Викиданные. Количество загруженных сущностей: 500/500. |
| 35 | Никитино             | село    | Получено слишком много сущностей из Викиданные. Количество загруженных сущностей: 500/500. |
| 36 | Николаевка           | деревня | Получено слишком много сущностей из Викиданные. Количество загруженных сущностей: 500/500. |
| 37 | Николаевка           | село    | Получено слишком много сущностей из Викиданные. Количество загруженных сущностей: 500/500. |
| 38 | Новогафарово         | село    | Получено слишком много сущностей из Викиданные. Количество загруженных сущностей: 500/500. |
| 39 | Новомихайловка       | село    | Получено слишком много сущностей из Викиданные. Количество загруженных сущностей: 500/500. |
| 40 | Новониколаевка       | село    | Получено слишком много сущностей из Викиданные. Количество загруженных сущностей: 500/500. |
| 41 | Новосёлки            | село    | Получено слишком много сущностей из Викиданные. Количество загруженных сущностей: 500/500. |
| 42 | Новосокулак          | село    | Получено слишком много сущностей из Викиданные. Количество загруженных сущностей: 500/500. |
| 43 | Новочеркасск         | село    | Получено слишком много сущностей из Викиданные. Количество загруженных сущностей: 500/500. |
| 44 | Островное            | село    | Получено слишком много сущностей из Викиданные. Количество загруженных сущностей: 500/500. |
| 45 | Петровское           | село    | Получено слишком много сущностей из Викиданные. Количество загруженных сущностей: 500/500. |
| 46 | Покурлей             | деревня | Получено слишком много сущностей из Викиданные. Количество загруженных сущностей: 500/500. |
| 47 | Правда               | деревня | Получено слишком много сущностей из Викиданные. Количество загруженных сущностей: 500/500. |
| 48 | Правобережный        | посёлок | Получено слишком много сущностей из Викиданные. Количество загруженных сущностей: 500/500. |
| 49 | Райманово            | деревня | Получено слишком много сущностей из Викиданные. Количество загруженных сущностей: 500/500. |
| 50 | Редькин              | хутор   | Получено слишком много сущностей из Викиданные. Количество загруженных сущностей: 500/500. |
| 51 | Родники              | деревня | Получено слишком много сущностей из Викиданные. Количество загруженных сущностей: 500/500. |
| 52 | Рождественка         | село    | Получено слишком много сущностей из Викиданные. Количество загруженных сущностей: 500/500. |
| 53 | Рыскулово            | село    | Получено слишком много сущностей из Викиданные. Количество загруженных сущностей: 500/500. |
| 54 | Сапёрка              | хутор   | Получено слишком много сущностей из Викиданные. Количество загруженных сущностей: 500/500. |
| 55 | Сапёрка              | хутор   | Получено слишком много сущностей из Викиданные. Количество загруженных сущностей: 500/500. |
| 56 | Саракташ             | посёлок | Получено слишком много сущностей из Викиданные. Количество загруженных сущностей: 500/500. |
| 57 | Свиногорка           | деревня | Получено слишком много сущностей из Викиданные. Количество загруженных сущностей: 500/500. |
| 58 | Сияльтугай           | деревня | Получено слишком много сущностей из Викиданные. Количество загруженных сущностей: 500/500. |
| 59 | Смочилино            | деревня | Получено слишком много сущностей из Викиданные. Количество загруженных сущностей: 500/500. |
| 60 | Советский            | посёлок | Получено слишком много сущностей из Викиданные. Количество загруженных сущностей: 500/500. |
| 61 | Спасское             | село    | Получено слишком много сущностей из Викиданные. Количество загруженных сущностей: 500/500. |
| 62 | Среднеаскарово       | село    | Получено слишком много сущностей из Викиданные. Количество загруженных сущностей: 500/500. |
| 63 | Старый Сокулак       | село    | Получено слишком много сущностей из Викиданные. Количество загруженных сущностей: 500/500. |
| 64 | Студенцы             | село    | Получено слишком много сущностей из Викиданные. Количество загруженных сущностей: 500/500. |
| 65 | Султанбаево          | хутор   | Получено слишком много сущностей из Викиданные. Количество загруженных сущностей: 500/500. |
| 66 | Сунарчи              | село    | Получено слишком много сущностей из Викиданные. Количество загруженных сущностей: 500/500. |
| 67 | Татарский Саракташ   | село    | Получено слишком много сущностей из Викиданные. Количество загруженных сущностей: 500/500. |
| 68 | Туркестан            | хутор   | Получено слишком много сущностей из Викиданные. Количество загруженных сущностей: 500/500. |
| 69 | Фёдоровка Вторая     | село    | Получено слишком много сущностей из Викиданные. Количество загруженных сущностей: 500/500. |
| 70 | Фёдоровка Первая     | село    | Получено слишком много сущностей из Викиданные. Количество загруженных сущностей: 500/500. |
| 71 | Черепановка          | хутор   | Получено слишком много сущностей из Викиданные. Количество загруженных сущностей: 500/500. |
| 72 | Черкассы             | село    | Получено слишком много сущностей из Викиданные. Количество загруженных сущностей: 500/500. |
| 73 | Чёрный Отрог         | село    | Получено слишком много сущностей из Викиданные. Количество загруженных сущностей: 500/500. |
| 74 | Чёрный Отрог         | станция | Получено слишком много сущностей из Викиданные. Количество загруженных сущностей: 500/500. |
| 75 | Широкий Брод         | хутор   | Получено слишком много сущностей из Викиданные. Количество загруженных сущностей: 500/500. |
| 76 | Шишма                | село    | Получено слишком много сущностей из Викиданные. Количество загруженных сущностей: 500/500. |
| 77 | Яковлевка            | село    | Получено слишком много сущностей из Викиданные. Количество загруженных сущностей: 500/500. |

### Светлинский
наверх к оглавлению
| №  | Населённый пункт | Тип     | Население                                                                                  |
| -- | ---------------- | ------- | ------------------------------------------------------------------------------------------ |
| 1  | Актюбинский      | посёлок | Получено слишком много сущностей из Викиданные. Количество загруженных сущностей: 500/500. |
| 2  | Восточный        | посёлок | Получено слишком много сущностей из Викиданные. Количество загруженных сущностей: 500/500. |
| 3  | Гостеприимная    | станция | Получено слишком много сущностей из Викиданные. Количество загруженных сущностей: 500/500. |
| 4  | Гостеприимный    | посёлок | Получено слишком много сущностей из Викиданные. Количество загруженных сущностей: 500/500. |
| 5  | Казанча          | посёлок | Получено слишком много сущностей из Викиданные. Количество загруженных сущностей: 500/500. |
| 6  | Коскуль          | посёлок | Получено слишком много сущностей из Викиданные. Количество загруженных сущностей: 500/500. |
| 7  | Озёрный          | посёлок | Получено слишком много сущностей из Викиданные. Количество загруженных сущностей: 500/500. |
| 8  | Первомайский     | посёлок | Получено слишком много сущностей из Викиданные. Количество загруженных сущностей: 500/500. |
| 9  | Полевой          | посёлок | Получено слишком много сущностей из Викиданные. Количество загруженных сущностей: 500/500. |
| 10 | Рудниковый       | посёлок | Получено слишком много сущностей из Викиданные. Количество загруженных сущностей: 500/500. |
| 11 | Светлый          | посёлок | Получено слишком много сущностей из Викиданные. Количество загруженных сущностей: 500/500. |
| 12 | Смоленский       | посёлок | Получено слишком много сущностей из Викиданные. Количество загруженных сущностей: 500/500. |
| 13 | Степной          | посёлок | Получено слишком много сущностей из Викиданные. Количество загруженных сущностей: 500/500. |
| 14 | Тобольский       | посёлок | Получено слишком много сущностей из Викиданные. Количество загруженных сущностей: 500/500. |
| 15 | Целинный         | посёлок | Получено слишком много сущностей из Викиданные. Количество загруженных сущностей: 500/500. |

### Северный
наверх к оглавлению
| №  | Населённый пункт       | Тип     | Население                                                                                  |
| -- | ---------------------- | ------- | ------------------------------------------------------------------------------------------ |
| 1  | Аксёнкино              | село    | Получено слишком много сущностей из Викиданные. Количество загруженных сущностей: 500/500. |
| 2  | Андреевка              | деревня | Получено слишком много сущностей из Викиданные. Количество загруженных сущностей: 500/500. |
| 3  | Андреевка              | деревня | Получено слишком много сущностей из Викиданные. Количество загруженных сущностей: 500/500. |
| 4  | Бакаево                | село    | Получено слишком много сущностей из Викиданные. Количество загруженных сущностей: 500/500. |
| 5  | Бобровка               | деревня | Получено слишком много сущностей из Викиданные. Количество загруженных сущностей: 500/500. |
| 6  | Богдановка             | деревня | Получено слишком много сущностей из Викиданные. Количество загруженных сущностей: 500/500. |
| 7  | Большедорожное         | село    | Получено слишком много сущностей из Викиданные. Количество загруженных сущностей: 500/500. |
| 8  | Васильевка             | посёлок | Получено слишком много сущностей из Викиданные. Количество загруженных сущностей: 500/500. |
| 9  | Вертима                | посёлок | Получено слишком много сущностей из Викиданные. Количество загруженных сущностей: 500/500. |
| 10 | Дымка                  | станция | Получено слишком много сущностей из Викиданные. Количество загруженных сущностей: 500/500. |
| 11 | Жмакино                | деревня | Получено слишком много сущностей из Викиданные. Количество загруженных сущностей: 500/500. |
| 12 | Зирекла                | посёлок | Получено слишком много сущностей из Викиданные. Количество загруженных сущностей: 500/500. |
| 13 | Зубаревка              | деревня | Получено слишком много сущностей из Викиданные. Количество загруженных сущностей: 500/500. |
| 14 | Ибряево                | село    | Получено слишком много сущностей из Викиданные. Количество загруженных сущностей: 500/500. |
| 15 | Иркуль                 | посёлок | Получено слишком много сущностей из Викиданные. Количество загруженных сущностей: 500/500. |
| 16 | Кабаевка               | село    | Получено слишком много сущностей из Викиданные. Количество загруженных сущностей: 500/500. |
| 17 | Каменногорское         | село    | Получено слишком много сущностей из Викиданные. Количество загруженных сущностей: 500/500. |
| 18 | Камыш                  | посёлок | Получено слишком много сущностей из Викиданные. Количество загруженных сущностей: 500/500. |
| 19 | Камышлинка             | село    | Получено слишком много сущностей из Викиданные. Количество загруженных сущностей: 500/500. |
| 20 | Кипчаг                 | деревня | Получено слишком много сущностей из Викиданные. Количество загруженных сущностей: 500/500. |
| 21 | Кирсановка             | деревня | Получено слишком много сущностей из Викиданные. Количество загруженных сущностей: 500/500. |
| 22 | Красноярка             | село    | Получено слишком много сущностей из Викиданные. Количество загруженных сущностей: 500/500. |
| 23 | Красный Холм           | посёлок | Получено слишком много сущностей из Викиданные. Количество загруженных сущностей: 500/500. |
| 24 | Кряжлы                 | село    | Получено слишком много сущностей из Викиданные. Количество загруженных сущностей: 500/500. |
| 25 | Кувак                  | посёлок | Получено слишком много сущностей из Викиданные. Количество загруженных сущностей: 500/500. |
| 26 | Куликовка              | посёлок | Получено слишком много сущностей из Викиданные. Количество загруженных сущностей: 500/500. |
| 27 | Курская Васильевка     | село    | Получено слишком много сущностей из Викиданные. Количество загруженных сущностей: 500/500. |
| 28 | Кызыл Яр               | деревня | Получено слишком много сущностей из Викиданные. Количество загруженных сущностей: 500/500. |
| 29 | Малиновка              | посёлок | Получено слишком много сущностей из Викиданные. Количество загруженных сущностей: 500/500. |
| 30 | Медведка               | посёлок | Получено слишком много сущностей из Викиданные. Количество загруженных сущностей: 500/500. |
| 31 | Михайловка             | посёлок | Получено слишком много сущностей из Викиданные. Количество загруженных сущностей: 500/500. |
| 32 | Михеевка               | деревня | Получено слишком много сущностей из Викиданные. Количество загруженных сущностей: 500/500. |
| 33 | Мордово-Добрино        | село    | Получено слишком много сущностей из Викиданные. Количество загруженных сущностей: 500/500. |
| 34 | Моторино               | село    | Получено слишком много сущностей из Викиданные. Количество загруженных сущностей: 500/500. |
| 35 | Наумовка               | село    | Получено слишком много сущностей из Викиданные. Количество загруженных сущностей: 500/500. |
| 36 | Незнайка               | посёлок | Получено слишком много сущностей из Викиданные. Количество загруженных сущностей: 500/500. |
| 37 | Нижнее Аксёнкино       | посёлок | Получено слишком много сущностей из Викиданные. Количество загруженных сущностей: 500/500. |
| 38 | Нижнее Челяево         | село    | Получено слишком много сущностей из Викиданные. Количество загруженных сущностей: 500/500. |
| 39 | Новая Самара           | посёлок | Получено слишком много сущностей из Викиданные. Количество загруженных сущностей: 500/500. |
| 40 | Новоборискино          | село    | Получено слишком много сущностей из Викиданные. Количество загруженных сущностей: 500/500. |
| 41 | Новодомосейкино        | село    | Получено слишком много сущностей из Викиданные. Количество загруженных сущностей: 500/500. |
| 42 | Новониколаевка         | деревня | Получено слишком много сущностей из Викиданные. Количество загруженных сущностей: 500/500. |
| 43 | Новополтавка           | посёлок | Получено слишком много сущностей из Викиданные. Количество загруженных сущностей: 500/500. |
| 44 | Октябрьское            | село    | Получено слишком много сущностей из Викиданные. Количество загруженных сущностей: 500/500. |
| 45 | Павловка               | деревня | Получено слишком много сущностей из Викиданные. Количество загруженных сущностей: 500/500. |
| 46 | Пашкино                | село    | Получено слишком много сущностей из Викиданные. Количество загруженных сущностей: 500/500. |
| 47 | Пашкино                | посёлок | Получено слишком много сущностей из Викиданные. Количество загруженных сущностей: 500/500. |
| 48 | Раздолье               | деревня | Получено слишком много сущностей из Викиданные. Количество загруженных сущностей: 500/500. |
| 49 | Ремчугово              | деревня | Получено слишком много сущностей из Викиданные. Количество загруженных сущностей: 500/500. |
| 50 | Русский Кандыз         | село    | Получено слишком много сущностей из Викиданные. Количество загруженных сущностей: 500/500. |
| 51 | Рычково                | село    | Получено слишком много сущностей из Викиданные. Количество загруженных сущностей: 500/500. |
| 52 | Савельевка             | посёлок | Получено слишком много сущностей из Викиданные. Количество загруженных сущностей: 500/500. |
| 53 | Савруш                 | посёлок | Получено слишком много сущностей из Викиданные. Количество загруженных сущностей: 500/500. |
| 54 | Садовка                | село    | Получено слишком много сущностей из Викиданные. Количество загруженных сущностей: 500/500. |
| 55 | Северное               | село    | Получено слишком много сущностей из Викиданные. Количество загруженных сущностей: 500/500. |
| 56 | Секретарка             | село    | Получено слишком много сущностей из Викиданные. Количество загруженных сущностей: 500/500. |
| 57 | Семыкино               | деревня | Получено слишком много сущностей из Викиданные. Количество загруженных сущностей: 500/500. |
| 58 | Сергушкино             | село    | Получено слишком много сущностей из Викиданные. Количество загруженных сущностей: 500/500. |
| 59 | Соковка                | село    | Получено слишком много сущностей из Викиданные. Количество загруженных сущностей: 500/500. |
| 60 | Солалейка              | село    | Получено слишком много сущностей из Викиданные. Количество загруженных сущностей: 500/500. |
| 61 | Староборискино         | село    | Получено слишком много сущностей из Викиданные. Количество загруженных сущностей: 500/500. |
| 62 | Староверово-Васильевка | деревня | Получено слишком много сущностей из Викиданные. Количество загруженных сущностей: 500/500. |
| 63 | Стародомосейкино       | село    | Получено слишком много сущностей из Викиданные. Количество загруженных сущностей: 500/500. |
| 64 | Трифоновка             | село    | Получено слишком много сущностей из Викиданные. Количество загруженных сущностей: 500/500. |
| 65 | Тургай                 | посёлок | Получено слишком много сущностей из Викиданные. Количество загруженных сущностей: 500/500. |
| 66 | Черновка               | деревня | Получено слишком много сущностей из Викиданные. Количество загруженных сущностей: 500/500. |
| 67 | Шабрино                | деревня | Получено слишком много сущностей из Викиданные. Количество загруженных сущностей: 500/500. |
| 68 | Шаталовка              | деревня | Получено слишком много сущностей из Викиданные. Количество загруженных сущностей: 500/500. |
| 69 | Шумаково               | посёлок | Получено слишком много сущностей из Викиданные. Количество загруженных сущностей: 500/500. |
| 70 | Яковлево               | село    | Получено слишком много сущностей из Викиданные. Количество загруженных сущностей: 500/500. |
| 71 | Яктыкуль               | посёлок | Получено слишком много сущностей из Викиданные. Количество загруженных сущностей: 500/500. |

### Соль-Илецкий
С точки зрения муниципального устройства на территории Соль-Илецкого района и города Соль-Илецка образован Соль-Илецкий городской округ.
наверх к оглавлению
| №  | Населённый пункт | Тип     | Население                                                                                  |
| -- | ---------------- | ------- | ------------------------------------------------------------------------------------------ |
| 1  | 23 км            | разъезд | Получено слишком много сущностей из Викиданные. Количество загруженных сущностей: 500/500. |
| 2  | 24 км            | разъезд | Получено слишком много сущностей из Викиданные. Количество загруженных сущностей: 500/500. |
| 3  | 25 км            | разъезд | Получено слишком много сущностей из Викиданные. Количество загруженных сущностей: 500/500. |
| 4  | 26 км            | разъезд | Получено слишком много сущностей из Викиданные. Количество загруженных сущностей: 500/500. |
| 5  | 27 км            | разъезд | Получено слишком много сущностей из Викиданные. Количество загруженных сущностей: 500/500. |
| 6  | Ащебутак         | село    | Получено слишком много сущностей из Викиданные. Количество загруженных сущностей: 500/500. |
| 7  | Базырово         | разъезд | Получено слишком много сущностей из Викиданные. Количество загруженных сущностей: 500/500. |
| 8  | Беляевка         | село    | Получено слишком много сущностей из Викиданные. Количество загруженных сущностей: 500/500. |
| 9  | Боевая Гора      | село    | Получено слишком много сущностей из Викиданные. Количество загруженных сущностей: 500/500. |
| 10 | Буранное         | село    | Получено слишком много сущностей из Викиданные. Количество загруженных сущностей: 500/500. |
| 11 | Ветлянка         | село    | Получено слишком много сущностей из Викиданные. Количество загруженных сущностей: 500/500. |
| 12 | Возрождение      | деревня | Получено слишком много сущностей из Викиданные. Количество загруженных сущностей: 500/500. |
| 13 | Григорьевка      | село    | Получено слишком много сущностей из Викиданные. Количество загруженных сущностей: 500/500. |
| 14 | Денной           | разъезд | Получено слишком много сущностей из Викиданные. Количество загруженных сущностей: 500/500. |
| 15 | Дивнополье       | посёлок | Получено слишком много сущностей из Викиданные. Количество загруженных сущностей: 500/500. |
| 16 | Дом Инвалидов    | посёлок | Получено слишком много сущностей из Викиданные. Количество загруженных сущностей: 500/500. |
| 17 | Дружба           | село    | Получено слишком много сущностей из Викиданные. Количество загруженных сущностей: 500/500. |
| 18 | Егинсай          | село    | Получено слишком много сущностей из Викиданные. Количество загруженных сущностей: 500/500. |
| 19 | Елшанка          | село    | Получено слишком много сущностей из Викиданные. Количество загруженных сущностей: 500/500. |
| 20 | Запальное        | хутор   | Получено слишком много сущностей из Викиданные. Количество загруженных сущностей: 500/500. |
| 21 | Землянский       | посёлок | Получено слишком много сущностей из Викиданные. Количество загруженных сущностей: 500/500. |
| 22 | Ивановка         | село    | Получено слишком много сущностей из Викиданные. Количество загруженных сущностей: 500/500. |
| 23 | Изобильное       | село    | Получено слишком много сущностей из Викиданные. Количество загруженных сущностей: 500/500. |
| 24 | Илецк Второй     | станция | Получено слишком много сущностей из Викиданные. Количество загруженных сущностей: 500/500. |
| 25 | Каблово          | хутор   | Получено слишком много сущностей из Викиданные. Количество загруженных сущностей: 500/500. |
| 26 | Казанка          | посёлок | Получено слишком много сущностей из Викиданные. Количество загруженных сущностей: 500/500. |
| 27 | Кирпичный Завод  | посёлок | Получено слишком много сущностей из Викиданные. Количество загруженных сущностей: 500/500. |
| 28 | Корольки         | хутор   | Получено слишком много сущностей из Викиданные. Количество загруженных сущностей: 500/500. |
| 29 | Крутые Горки     | посёлок | Получено слишком много сущностей из Викиданные. Количество загруженных сущностей: 500/500. |
| 30 | Кумакское        | село    | Получено слишком много сущностей из Викиданные. Количество загруженных сущностей: 500/500. |
| 31 | Линёвка          | село    | Получено слишком много сущностей из Викиданные. Количество загруженных сущностей: 500/500. |
| 32 | Малопрудное      | посёлок | Получено слишком много сущностей из Викиданные. Количество загруженных сущностей: 500/500. |
| 33 | Маякское         | посёлок | Получено слишком много сущностей из Викиданные. Количество загруженных сущностей: 500/500. |
| 34 | Маячная          | станция | Получено слишком много сущностей из Викиданные. Количество загруженных сущностей: 500/500. |
| 35 | Мещеряковка      | село    | Получено слишком много сущностей из Викиданные. Количество загруженных сущностей: 500/500. |
| 36 | Михайловка       | село    | Получено слишком много сущностей из Викиданные. Количество загруженных сущностей: 500/500. |
| 37 | Новоилецк        | село    | Получено слишком много сущностей из Викиданные. Количество загруженных сущностей: 500/500. |
| 38 | Первомайское     | село    | Получено слишком много сущностей из Викиданные. Количество загруженных сущностей: 500/500. |
| 39 | Перовка          | село    | Получено слишком много сущностей из Викиданные. Количество загруженных сущностей: 500/500. |
| 40 | Покровка         | село    | Получено слишком много сущностей из Викиданные. Количество загруженных сущностей: 500/500. |
| 41 | Ракитное         | посёлок | Получено слишком много сущностей из Викиданные. Количество загруженных сущностей: 500/500. |
| 42 | Розенберг        | разъезд | Получено слишком много сущностей из Викиданные. Количество загруженных сущностей: 500/500. |
| 43 | Роте Фане        | хутор   | Получено слишком много сущностей из Викиданные. Количество загруженных сущностей: 500/500. |
| 44 | Саратовка        | село    | Получено слишком много сущностей из Викиданные. Количество загруженных сущностей: 500/500. |
| 45 | Смирновка        | село    | Получено слишком много сущностей из Викиданные. Количество загруженных сущностей: 500/500. |
| 46 | Сухоречка        | село    | Получено слишком много сущностей из Викиданные. Количество загруженных сущностей: 500/500. |
| 47 | Талды-Кудук      | аул     | Получено слишком много сущностей из Викиданные. Количество загруженных сущностей: 500/500. |
| 48 | Тамар-Уткуль     | село    | Получено слишком много сущностей из Викиданные. Количество загруженных сущностей: 500/500. |
| 49 | Тираж            | разъезд | Получено слишком много сущностей из Викиданные. Количество загруженных сущностей: 500/500. |
| 50 | Троицк           | село    | Получено слишком много сущностей из Викиданные. Количество загруженных сущностей: 500/500. |
| 51 | Трудовое         | село    | Получено слишком много сущностей из Викиданные. Количество загруженных сущностей: 500/500. |
| 52 | Угольное         | село    | Получено слишком много сущностей из Викиданные. Количество загруженных сущностей: 500/500. |
| 53 | Уютный           | разъезд | Получено слишком много сущностей из Викиданные. Количество загруженных сущностей: 500/500. |
| 54 | Цвиллинга        | станция | Получено слишком много сущностей из Викиданные. Количество загруженных сущностей: 500/500. |
| 55 | Чашкан           | станция | Получено слишком много сущностей из Викиданные. Количество загруженных сущностей: 500/500. |
| 56 | Чашкан           | посёлок | Получено слишком много сущностей из Викиданные. Количество загруженных сущностей: 500/500. |
| 57 | Чкаловский       | хутор   | Получено слишком много сущностей из Викиданные. Количество загруженных сущностей: 500/500. |
| 58 | Шахтный          | посёлок | Получено слишком много сущностей из Викиданные. Количество загруженных сущностей: 500/500. |

### Сорочинский
С точки зрения муниципального устройства на территории Сорочинского района и города Сорочинска образован Сорочинский городской округ.
наверх к оглавлению
| №  | Населённый пункт  | Тип     | Население                                                                                  |
| -- | ----------------- | ------- | ------------------------------------------------------------------------------------------ |
| 1  | Алексеевка        | село    | Получено слишком много сущностей из Викиданные. Количество загруженных сущностей: 500/500. |
| 2  | Баклановка        | село    | Получено слишком много сущностей из Викиданные. Количество загруженных сущностей: 500/500. |
| 3  | Берёзовка         | село    | Получено слишком много сущностей из Викиданные. Количество загруженных сущностей: 500/500. |
| 4  | Бурдыгино         | село    | Получено слишком много сущностей из Викиданные. Количество загруженных сущностей: 500/500. |
| 5  | Войковский        | посёлок | Получено слишком много сущностей из Викиданные. Количество загруженных сущностей: 500/500. |
| 6  | Гамалеевка        | село    | Получено слишком много сущностей из Викиданные. Количество загруженных сущностей: 500/500. |
| 7  | Гамалеевка-1      | посёлок | Получено слишком много сущностей из Викиданные. Количество загруженных сущностей: 500/500. |
| 8  | Ивановка          | село    | Получено слишком много сущностей из Викиданные. Количество загруженных сущностей: 500/500. |
| 9  | Ивановка Вторая   | село    | Получено слишком много сущностей из Викиданные. Количество загруженных сущностей: 500/500. |
| 10 | Каменка           | село    | Получено слишком много сущностей из Викиданные. Количество загруженных сущностей: 500/500. |
| 11 | Кленовый          | посёлок | Получено слишком много сущностей из Викиданные. Количество загруженных сущностей: 500/500. |
| 12 | Малаховка         | село    | Получено слишком много сущностей из Викиданные. Количество загруженных сущностей: 500/500. |
| 13 | Матвеевка         | село    | Получено слишком много сущностей из Викиданные. Количество загруженных сущностей: 500/500. |
| 14 | Маховка           | село    | Получено слишком много сущностей из Викиданные. Количество загруженных сущностей: 500/500. |
| 15 | Медведка          | посёлок | Получено слишком много сущностей из Викиданные. Количество загруженных сущностей: 500/500. |
| 16 | Михайловка Вторая | село    | Получено слишком много сущностей из Викиданные. Количество загруженных сущностей: 500/500. |
| 17 | Михайловка Первая | село    | Получено слишком много сущностей из Викиданные. Количество загруженных сущностей: 500/500. |
| 18 | Надежденка        | село    | Получено слишком много сущностей из Викиданные. Количество загруженных сущностей: 500/500. |
| 19 | Николаевка        | село    | Получено слишком много сущностей из Викиданные. Количество загруженных сущностей: 500/500. |
| 20 | Никольское        | село    | Получено слишком много сущностей из Викиданные. Количество загруженных сущностей: 500/500. |
| 21 | Новобелогорка     | село    | Получено слишком много сущностей из Викиданные. Количество загруженных сущностей: 500/500. |
| 22 | Новопокровка      | посёлок | Получено слишком много сущностей из Викиданные. Количество загруженных сущностей: 500/500. |
| 23 | Новый             | посёлок | Получено слишком много сущностей из Викиданные. Количество загруженных сущностей: 500/500. |
| 24 | Октябрьский       | посёлок | Получено слишком много сущностей из Викиданные. Количество загруженных сущностей: 500/500. |
| 25 | Первокрасное      | село    | Получено слишком много сущностей из Викиданные. Количество загруженных сущностей: 500/500. |
| 26 | Покровка          | село    | Получено слишком много сущностей из Викиданные. Количество загруженных сущностей: 500/500. |
| 27 | Пронькино         | село    | Получено слишком много сущностей из Викиданные. Количество загруженных сущностей: 500/500. |
| 28 | Родинский         | посёлок | Получено слишком много сущностей из Викиданные. Количество загруженных сущностей: 500/500. |
| 29 | Романовка         | село    | Получено слишком много сущностей из Викиданные. Количество загруженных сущностей: 500/500. |
| 30 | Рощино            | посёлок | Получено слишком много сущностей из Викиданные. Количество загруженных сущностей: 500/500. |
| 31 | Сарабкино         | село    | Получено слишком много сущностей из Викиданные. Количество загруженных сущностей: 500/500. |
| 32 | Сборовский        | посёлок | Получено слишком много сущностей из Викиданные. Количество загруженных сущностей: 500/500. |
| 33 | Слободка          | посёлок | Получено слишком много сущностей из Викиданные. Количество загруженных сущностей: 500/500. |
| 34 | Спасское          | село    | Получено слишком много сущностей из Викиданные. Количество загруженных сущностей: 500/500. |
| 35 | Толкаевка         | село    | Получено слишком много сущностей из Викиданные. Количество загруженных сущностей: 500/500. |
| 36 | Троицкое          | село    | Получено слишком много сущностей из Викиданные. Количество загруженных сущностей: 500/500. |
| 37 | Уран              | село    | Получено слишком много сущностей из Викиданные. Количество загруженных сущностей: 500/500. |
| 38 | Федоровка         | село    | Получено слишком много сущностей из Викиданные. Количество загруженных сущностей: 500/500. |
| 39 | Чесноковка        | посёлок | Получено слишком много сущностей из Викиданные. Количество загруженных сущностей: 500/500. |
| 40 | Янтарное          | село    | Получено слишком много сущностей из Викиданные. Количество загруженных сущностей: 500/500. |

### Ташлинский
наверх к оглавлению
| №  | Населённый пункт  | Тип     | Население                                                                                  |
| -- | ----------------- | ------- | ------------------------------------------------------------------------------------------ |
| 1  | Алексеевка        | село    | Получено слишком много сущностей из Викиданные. Количество загруженных сущностей: 500/500. |
| 2  | Баширово          | село    | Получено слишком много сущностей из Викиданные. Количество загруженных сущностей: 500/500. |
| 3  | Благодарное       | село    | Получено слишком много сущностей из Викиданные. Количество загруженных сущностей: 500/500. |
| 4  | Болдырево         | село    | Получено слишком много сущностей из Викиданные. Количество загруженных сущностей: 500/500. |
| 5  | Бородинск         | село    | Получено слишком много сущностей из Викиданные. Количество загруженных сущностей: 500/500. |
| 6  | Буренино          | село    | Получено слишком много сущностей из Викиданные. Количество загруженных сущностей: 500/500. |
| 7  | Восходящий        | посёлок | Получено слишком много сущностей из Викиданные. Количество загруженных сущностей: 500/500. |
| 8  | Вязовое           | село    | Получено слишком много сущностей из Викиданные. Количество загруженных сущностей: 500/500. |
| 9  | Жигалино          | село    | Получено слишком много сущностей из Викиданные. Количество загруженных сущностей: 500/500. |
| 10 | Жирнов            | посёлок | Получено слишком много сущностей из Викиданные. Количество загруженных сущностей: 500/500. |
| 11 | Западный          | посёлок | Получено слишком много сущностей из Викиданные. Количество загруженных сущностей: 500/500. |
| 12 | Заречное          | село    | Получено слишком много сущностей из Викиданные. Количество загруженных сущностей: 500/500. |
| 13 | Зерновой          | посёлок | Получено слишком много сущностей из Викиданные. Количество загруженных сущностей: 500/500. |
| 14 | Иртек             | село    | Получено слишком много сущностей из Викиданные. Количество загруженных сущностей: 500/500. |
| 15 | Калинин           | посёлок | Получено слишком много сущностей из Викиданные. Количество загруженных сущностей: 500/500. |
| 16 | Каменноимангулово | село    | Получено слишком много сущностей из Викиданные. Количество загруженных сущностей: 500/500. |
| 17 | Кандалинцево      | село    | Получено слишком много сущностей из Викиданные. Количество загруженных сущностей: 500/500. |
| 18 | Кинделя           | село    | Получено слишком много сущностей из Викиданные. Количество загруженных сущностей: 500/500. |
| 19 | Коммуна           | село    | Получено слишком много сущностей из Викиданные. Количество загруженных сущностей: 500/500. |
| 20 | Криницы           | посёлок | Получено слишком много сущностей из Викиданные. Количество загруженных сущностей: 500/500. |
| 21 | Кузьминка         | село    | Получено слишком много сущностей из Викиданные. Количество загруженных сущностей: 500/500. |
| 22 | Курташка          | село    | Получено слишком много сущностей из Викиданные. Количество загруженных сущностей: 500/500. |
| 23 | Луговое           | село    | Получено слишком много сущностей из Викиданные. Количество загруженных сущностей: 500/500. |
| 24 | Майское           | село    | Получено слишком много сущностей из Викиданные. Количество загруженных сущностей: 500/500. |
| 25 | Мирошкино         | село    | Получено слишком много сущностей из Викиданные. Количество загруженных сущностей: 500/500. |
| 26 | Новокаменка       | село    | Получено слишком много сущностей из Викиданные. Количество загруженных сущностей: 500/500. |
| 27 | Новосельное       | село    | Получено слишком много сущностей из Викиданные. Количество загруженных сущностей: 500/500. |
| 28 | Плодовый          | посёлок | Получено слишком много сущностей из Викиданные. Количество загруженных сущностей: 500/500. |
| 29 | Придолинный       | посёлок | Получено слишком много сущностей из Викиданные. Количество загруженных сущностей: 500/500. |
| 30 | Прокуроновка      | село    | Получено слишком много сущностей из Викиданные. Количество загруженных сущностей: 500/500. |
| 31 | Пустобаево        | село    | Получено слишком много сущностей из Викиданные. Количество загруженных сущностей: 500/500. |
| 32 | Раннее            | село    | Получено слишком много сущностей из Викиданные. Количество загруженных сущностей: 500/500. |
| 33 | Солнечный         | посёлок | Получено слишком много сущностей из Викиданные. Количество загруженных сущностей: 500/500. |
| 34 | Степановка        | село    | Получено слишком много сущностей из Викиданные. Количество загруженных сущностей: 500/500. |
| 35 | Степной           | посёлок | Получено слишком много сущностей из Викиданные. Количество загруженных сущностей: 500/500. |
| 36 | Ташла             | село    | Получено слишком много сущностей из Викиданные. Количество загруженных сущностей: 500/500. |
| 37 | Трудовое          | село    | Получено слишком много сущностей из Викиданные. Количество загруженных сущностей: 500/500. |
| 38 | Чеботарёвка       | село    | Получено слишком много сущностей из Викиданные. Количество загруженных сущностей: 500/500. |
| 39 | Черноярово        | село    | Получено слишком много сущностей из Викиданные. Количество загруженных сущностей: 500/500. |
| 40 | Чернышовка        | село    | Получено слишком много сущностей из Викиданные. Количество загруженных сущностей: 500/500. |
| 41 | Шестаковка        | село    | Получено слишком много сущностей из Викиданные. Количество загруженных сущностей: 500/500. |
| 42 | Широкое           | село    | Получено слишком много сущностей из Викиданные. Количество загруженных сущностей: 500/500. |
| 43 | Шумаево           | село    | Получено слишком много сущностей из Викиданные. Количество загруженных сущностей: 500/500. |
| 44 | Ясная Поляна      | посёлок | Получено слишком много сущностей из Викиданные. Количество загруженных сущностей: 500/500. |

### Тоцкий
наверх к оглавлению
| №  | Населённый пункт  | Тип     | Население                                                                                  |
| -- | ----------------- | ------- | ------------------------------------------------------------------------------------------ |
| 1  | Амерханово        | село    | Получено слишком много сущностей из Викиданные. Количество загруженных сущностей: 500/500. |
| 2  | Биккулово         | село    | Получено слишком много сущностей из Викиданные. Количество загруженных сущностей: 500/500. |
| 3  | Богдановка        | село    | Получено слишком много сущностей из Викиданные. Количество загруженных сущностей: 500/500. |
| 4  | Большая Ремизенка | село    | Получено слишком много сущностей из Викиданные. Количество загруженных сущностей: 500/500. |
| 5  | Верхнебузулукский | посёлок | Получено слишком много сущностей из Викиданные. Количество загруженных сущностей: 500/500. |
| 6  | Воробьёвка        | село    | Получено слишком много сущностей из Викиданные. Количество загруженных сущностей: 500/500. |
| 7  | Глубинный         | посёлок | Получено слишком много сущностей из Викиданные. Количество загруженных сущностей: 500/500. |
| 8  | Городок Третий    | посёлок | Получено слишком много сущностей из Викиданные. Количество загруженных сущностей: 500/500. |
| 9  | Дальний           | посёлок | Получено слишком много сущностей из Викиданные. Количество загруженных сущностей: 500/500. |
| 10 | Дружный           | посёлок | Получено слишком много сущностей из Викиданные. Количество загруженных сущностей: 500/500. |
| 11 | Елховка           | село    | Получено слишком много сущностей из Викиданные. Количество загруженных сущностей: 500/500. |
| 12 | Жидиловка         | село    | Получено слишком много сущностей из Викиданные. Количество загруженных сущностей: 500/500. |
| 13 | Загорье           | посёлок | Получено слишком много сущностей из Викиданные. Количество загруженных сущностей: 500/500. |
| 14 | Задорожный        | посёлок | Получено слишком много сущностей из Викиданные. Количество загруженных сущностей: 500/500. |
| 15 | Злобинка          | село    | Получено слишком много сущностей из Викиданные. Количество загруженных сущностей: 500/500. |
| 16 | Казанка           | посёлок | Получено слишком много сущностей из Викиданные. Количество загруженных сущностей: 500/500. |
| 17 | Кзыл-Мечеть       | село    | Получено слишком много сущностей из Викиданные. Количество загруженных сущностей: 500/500. |
| 18 | Кирсановка        | село    | Получено слишком много сущностей из Викиданные. Количество загруженных сущностей: 500/500. |
| 19 | Ковешинка         | село    | Получено слишком много сущностей из Викиданные. Количество загруженных сущностей: 500/500. |
| 20 | Ковыляевка        | село    | Получено слишком много сущностей из Викиданные. Количество загруженных сущностей: 500/500. |
| 21 | Крыловка          | посёлок | Получено слишком много сущностей из Викиданные. Количество загруженных сущностей: 500/500. |
| 22 | Кубанка           | посёлок | Получено слишком много сущностей из Викиданные. Количество загруженных сущностей: 500/500. |
| 23 | Кундузлутамак     | село    | Получено слишком много сущностей из Викиданные. Количество загруженных сущностей: 500/500. |
| 24 | Логачёвка         | село    | Получено слишком много сущностей из Викиданные. Количество загруженных сущностей: 500/500. |
| 25 | Любимовка         | посёлок | Получено слишком много сущностей из Викиданные. Количество загруженных сущностей: 500/500. |
| 26 | Малая Ремизенка   | село    | Получено слишком много сущностей из Викиданные. Количество загруженных сущностей: 500/500. |
| 27 | Мананниково       | село    | Получено слишком много сущностей из Викиданные. Количество загруженных сущностей: 500/500. |
| 28 | Марковка          | село    | Получено слишком много сущностей из Викиданные. Количество загруженных сущностей: 500/500. |
| 29 | Медведка          | село    | Получено слишком много сущностей из Викиданные. Количество загруженных сущностей: 500/500. |
| 30 | Молодёжный        | посёлок | Получено слишком много сущностей из Викиданные. Количество загруженных сущностей: 500/500. |
| 31 | Мулюково          | село    | Получено слишком много сущностей из Викиданные. Количество загруженных сущностей: 500/500. |
| 32 | Набережный        | посёлок | Получено слишком много сущностей из Викиданные. Количество загруженных сущностей: 500/500. |
| 33 | Невежкино         | село    | Получено слишком много сущностей из Викиданные. Количество загруженных сущностей: 500/500. |
| 34 | Некрасовский      | посёлок | Получено слишком много сущностей из Викиданные. Количество загруженных сущностей: 500/500. |
| 35 | Николаевка        | село    | Получено слишком много сущностей из Викиданные. Количество загруженных сущностей: 500/500. |
| 36 | Ново-Васильевка   | посёлок | Получено слишком много сущностей из Викиданные. Количество загруженных сущностей: 500/500. |
| 37 | Новые Пруды       | посёлок | Получено слишком много сущностей из Викиданные. Количество загруженных сущностей: 500/500. |
| 38 | Павло-Антоновка   | село    | Получено слишком много сущностей из Викиданные. Количество загруженных сущностей: 500/500. |
| 39 | Первое Мая        | посёлок | Получено слишком много сущностей из Викиданные. Количество загруженных сущностей: 500/500. |
| 40 | Погромное         | село    | Получено слишком много сущностей из Викиданные. Количество загруженных сущностей: 500/500. |
| 41 | Погромное         | станция | Получено слишком много сущностей из Викиданные. Количество загруженных сущностей: 500/500. |
| 42 | Преображенка      | село    | Получено слишком много сущностей из Викиданные. Количество загруженных сущностей: 500/500. |
| 43 | Пристанционный    | посёлок | Получено слишком много сущностей из Викиданные. Количество загруженных сущностей: 500/500. |
| 44 | Приютное          | село    | Получено слишком много сущностей из Викиданные. Количество загруженных сущностей: 500/500. |
| 45 | Рябинный          | посёлок | Получено слишком много сущностей из Викиданные. Количество загруженных сущностей: 500/500. |
| 46 | Саиновка          | село    | Получено слишком много сущностей из Викиданные. Количество загруженных сущностей: 500/500. |
| 47 | Сайфутдиново      | деревня | Получено слишком много сущностей из Викиданные. Количество загруженных сущностей: 500/500. |
| 48 | Свердлово         | посёлок | Получено слишком много сущностей из Викиданные. Количество загруженных сущностей: 500/500. |
| 49 | Сорочка           | хутор   | Получено слишком много сущностей из Викиданные. Количество загруженных сущностей: 500/500. |
| 50 | Суворовский       | посёлок | Получено слишком много сущностей из Викиданные. Количество загруженных сущностей: 500/500. |
| 51 | Тоцкое            | село    | Получено слишком много сущностей из Викиданные. Количество загруженных сущностей: 500/500. |
| 52 | Тоцкое Второе     | село    | Получено слишком много сущностей из Викиданные. Количество загруженных сущностей: 500/500. |

### Тюльганский
наверх к оглавлению
| №  | Населённый пункт   | Тип     | Население                                                                                  |
| -- | ------------------ | ------- | ------------------------------------------------------------------------------------------ |
| 1  | Алабердино         | село    | Получено слишком много сущностей из Викиданные. Количество загруженных сущностей: 500/500. |
| 2  | Алмала             | село    | Получено слишком много сущностей из Викиданные. Количество загруженных сущностей: 500/500. |
| 3  | Андреевский        | хутор   | Получено слишком много сущностей из Викиданные. Количество загруженных сущностей: 500/500. |
| 4  | Астрахановка       | село    | Получено слишком много сущностей из Викиданные. Количество загруженных сущностей: 500/500. |
| 5  | Аустяново          | село    | Получено слишком много сущностей из Викиданные. Количество загруженных сущностей: 500/500. |
| 6  | Благовещенка       | село    | Получено слишком много сущностей из Викиданные. Количество загруженных сущностей: 500/500. |
| 7  | Благодарное        | село    | Получено слишком много сущностей из Викиданные. Количество загруженных сущностей: 500/500. |
| 8  | Болдырёвка         | село    | Получено слишком много сущностей из Викиданные. Количество загруженных сущностей: 500/500. |
| 9  | Варваринка         | село    | Получено слишком много сущностей из Викиданные. Количество загруженных сущностей: 500/500. |
| 10 | Владимировка       | село    | Получено слишком много сущностей из Викиданные. Количество загруженных сущностей: 500/500. |
| 11 | Городки            | село    | Получено слишком много сущностей из Викиданные. Количество загруженных сущностей: 500/500. |
| 12 | Давлеткулово       | село    | Получено слишком много сущностей из Викиданные. Количество загруженных сущностей: 500/500. |
| 13 | Егорьевка          | хутор   | Получено слишком много сущностей из Викиданные. Количество загруженных сущностей: 500/500. |
| 14 | Екатериновка       | село    | Получено слишком много сущностей из Викиданные. Количество загруженных сущностей: 500/500. |
| 15 | Екатеринославка    | село    | Получено слишком много сущностей из Викиданные. Количество загруженных сущностей: 500/500. |
| 16 | Ивановка           | село    | Получено слишком много сущностей из Викиданные. Количество загруженных сущностей: 500/500. |
| 17 | Калинин            | хутор   | Получено слишком много сущностей из Викиданные. Количество загруженных сущностей: 500/500. |
| 18 | Ключи              | село    | Получено слишком много сущностей из Викиданные. Количество загруженных сущностей: 500/500. |
| 19 | Козловка           | село    | Получено слишком много сущностей из Викиданные. Количество загруженных сущностей: 500/500. |
| 20 | Копылы             | хутор   | Получено слишком много сущностей из Викиданные. Количество загруженных сущностей: 500/500. |
| 21 | Междуречье         | село    | Получено слишком много сущностей из Викиданные. Количество загруженных сущностей: 500/500. |
| 22 | Николаевка         | село    | Получено слишком много сущностей из Викиданные. Количество загруженных сущностей: 500/500. |
| 23 | Новая Барангуловка | деревня | Получено слишком много сущностей из Викиданные. Количество загруженных сущностей: 500/500. |
| 24 | Нововасильевка     | село    | Получено слишком много сущностей из Викиданные. Количество загруженных сущностей: 500/500. |
| 25 | Новониколаевка     | село    | Получено слишком много сущностей из Викиданные. Количество загруженных сущностей: 500/500. |
| 26 | Новосергиевка      | хутор   | Получено слишком много сущностей из Викиданные. Количество загруженных сущностей: 500/500. |
| 27 | Новый Турай        | хутор   | Получено слишком много сущностей из Викиданные. Количество загруженных сущностей: 500/500. |
| 28 | Парфирьевка        | хутор   | Получено слишком много сущностей из Викиданные. Количество загруженных сущностей: 500/500. |
| 29 | Разномойка         | село    | Получено слишком много сущностей из Викиданные. Количество загруженных сущностей: 500/500. |
| 30 | Репьёвка           | село    | Получено слишком много сущностей из Викиданные. Количество загруженных сущностей: 500/500. |
| 31 | Романовка          | село    | Получено слишком много сущностей из Викиданные. Количество загруженных сущностей: 500/500. |
| 32 | Рудное             | село    | Получено слишком много сущностей из Викиданные. Количество загруженных сущностей: 500/500. |
| 33 | Савельевка         | село    | Получено слишком много сущностей из Викиданные. Количество загруженных сущностей: 500/500. |
| 34 | Славянка           | хутор   | Получено слишком много сущностей из Викиданные. Количество загруженных сущностей: 500/500. |
| 35 | Советский          | хутор   | Получено слишком много сущностей из Викиданные. Количество загруженных сущностей: 500/500. |
| 36 | Старый Турай       | хутор   | Получено слишком много сущностей из Викиданные. Количество загруженных сущностей: 500/500. |
| 37 | Стретинка          | село    | Получено слишком много сущностей из Викиданные. Количество загруженных сущностей: 500/500. |
| 38 | Ташла              | село    | Получено слишком много сущностей из Викиданные. Количество загруженных сущностей: 500/500. |
| 39 | Троицкое           | село    | Получено слишком много сущностей из Викиданные. Количество загруженных сущностей: 500/500. |
| 40 | Тугустемир         | село    | Получено слишком много сущностей из Викиданные. Количество загруженных сущностей: 500/500. |
| 41 | Тюльган            | посёлок | Получено слишком много сущностей из Викиданные. Количество загруженных сущностей: 500/500. |
| 42 | Тюльган            | станция | Получено слишком много сущностей из Викиданные. Количество загруженных сущностей: 500/500. |

### Шарлыкский
наверх к оглавлению
| №  | Населённый пункт  | Тип     | Население                                                                                  |
| -- | ----------------- | ------- | ------------------------------------------------------------------------------------------ |
| 1  | Бараково          | село    | Получено слишком много сущностей из Викиданные. Количество загруженных сущностей: 500/500. |
| 2  | Берёзовка         | посёлок | Получено слишком много сущностей из Викиданные. Количество загруженных сущностей: 500/500. |
| 3  | Бобровка          | посёлок | Получено слишком много сущностей из Викиданные. Количество загруженных сущностей: 500/500. |
| 4  | Богородское       | село    | Получено слишком много сущностей из Викиданные. Количество загруженных сущностей: 500/500. |
| 5  | Ванюшино          | посёлок | Получено слишком много сущностей из Викиданные. Количество загруженных сущностей: 500/500. |
| 6  | Вишнёвка          | посёлок | Получено слишком много сущностей из Викиданные. Количество загруженных сущностей: 500/500. |
| 7  | Воронино          | посёлок | Получено слишком много сущностей из Викиданные. Количество загруженных сущностей: 500/500. |
| 8  | Дубровка          | село    | Получено слишком много сущностей из Викиданные. Количество загруженных сущностей: 500/500. |
| 9  | Екатериновка      | посёлок | Получено слишком много сущностей из Викиданные. Количество загруженных сущностей: 500/500. |
| 10 | Зеркло            | село    | Получено слишком много сущностей из Викиданные. Количество загруженных сущностей: 500/500. |
| 11 | Зирекло           | село    | Получено слишком много сущностей из Викиданные. Количество загруженных сущностей: 500/500. |
| 12 | Зобово            | село    | Получено слишком много сущностей из Викиданные. Количество загруженных сущностей: 500/500. |
| 13 | Изяк-Никитино     | село    | Получено слишком много сущностей из Викиданные. Количество загруженных сущностей: 500/500. |
| 14 | Илькульган        | село    | Получено слишком много сущностей из Викиданные. Количество загруженных сущностей: 500/500. |
| 15 | Казанка           | село    | Получено слишком много сущностей из Викиданные. Количество загруженных сущностей: 500/500. |
| 16 | Кармалка          | село    | Получено слишком много сущностей из Викиданные. Количество загруженных сущностей: 500/500. |
| 17 | Кизлоям           | посёлок | Получено слишком много сущностей из Викиданные. Количество загруженных сущностей: 500/500. |
| 18 | Колычево          | село    | Получено слишком много сущностей из Викиданные. Количество загруженных сущностей: 500/500. |
| 19 | Константиновка    | село    | Получено слишком много сущностей из Викиданные. Количество загруженных сущностей: 500/500. |
| 20 | Кузьминовка       | село    | Получено слишком много сущностей из Викиданные. Количество загруженных сущностей: 500/500. |
| 21 | Кутуево           | посёлок | Получено слишком много сущностей из Викиданные. Количество загруженных сущностей: 500/500. |
| 22 | Луна              | посёлок | Получено слишком много сущностей из Викиданные. Количество загруженных сущностей: 500/500. |
| 23 | Малослободка      | село    | Получено слишком много сущностей из Викиданные. Количество загруженных сущностей: 500/500. |
| 24 | Мустафино         | село    | Получено слишком много сущностей из Викиданные. Количество загруженных сущностей: 500/500. |
| 25 | Николаевка        | село    | Получено слишком много сущностей из Викиданные. Количество загруженных сущностей: 500/500. |
| 26 | Новоархангельское | село    | Получено слишком много сущностей из Викиданные. Количество загруженных сущностей: 500/500. |
| 27 | Новогеоргиевка    | посёлок | Получено слишком много сущностей из Викиданные. Количество загруженных сущностей: 500/500. |
| 28 | Новомусино        | село    | Получено слишком много сущностей из Викиданные. Количество загруженных сущностей: 500/500. |
| 29 | Новоникольское    | село    | Получено слишком много сущностей из Викиданные. Количество загруженных сущностей: 500/500. |
| 30 | Ново-Фёдоровка    | деревня | Получено слишком много сущностей из Викиданные. Количество загруженных сущностей: 500/500. |
| 31 | Парадеево         | село    | Получено слишком много сущностей из Викиданные. Количество загруженных сущностей: 500/500. |
| 32 | Перовка           | посёлок | Получено слишком много сущностей из Викиданные. Количество загруженных сущностей: 500/500. |
| 33 | Подгорный         | посёлок | Получено слишком много сущностей из Викиданные. Количество загруженных сущностей: 500/500. |
| 34 | Покровка          | село    | Получено слишком много сущностей из Викиданные. Количество загруженных сущностей: 500/500. |
| 35 | Преображенка      | село    | Получено слишком много сущностей из Викиданные. Количество загруженных сущностей: 500/500. |
| 36 | Приветливый       | посёлок | Получено слишком много сущностей из Викиданные. Количество загруженных сущностей: 500/500. |
| 37 | Прохоровка        | село    | Получено слишком много сущностей из Викиданные. Количество загруженных сущностей: 500/500. |
| 38 | Путятино          | село    | Получено слишком много сущностей из Викиданные. Количество загруженных сущностей: 500/500. |
| 39 | Ратчино           | село    | Получено слишком много сущностей из Викиданные. Количество загруженных сущностей: 500/500. |
| 40 | Рождественка      | село    | Получено слишком много сущностей из Викиданные. Количество загруженных сущностей: 500/500. |
| 41 | Романовка         | село    | Получено слишком много сущностей из Викиданные. Количество загруженных сущностей: 500/500. |
| 42 | Самойловский      | хутор   | Получено слишком много сущностей из Викиданные. Количество загруженных сущностей: 500/500. |
| 43 | Сарманай          | село    | Получено слишком много сущностей из Викиданные. Количество загруженных сущностей: 500/500. |
| 44 | Слоновка          | село    | Получено слишком много сущностей из Викиданные. Количество загруженных сущностей: 500/500. |
| 45 | Титовка           | село    | Получено слишком много сущностей из Викиданные. Количество загруженных сущностей: 500/500. |
| 46 | Урняк             | посёлок | Получено слишком много сущностей из Викиданные. Количество загруженных сущностей: 500/500. |
| 47 | Шарлык            | село    | Получено слишком много сущностей из Викиданные. Количество загруженных сущностей: 500/500. |
| 48 | Юзеево            | село    | Получено слишком много сущностей из Викиданные. Количество загруженных сущностей: 500/500. |
| 49 | Ялчкаево          | село    | Получено слишком много сущностей из Викиданные. Количество загруженных сущностей: 500/500. |

### Ясненский
С точки зрения муниципального устройства на территории Ясненского района и города Ясного образован Ясненский городской округ.
наверх к оглавлениюВремя, выделенное для выполнения скриптов, истекло.